# ثورة 26 سبتمبر اليمنية
ثورة 26 سبتمبر وحرب شمال اليمن الأهلية هي ثورة قامت في شمال اليمن عام 1962 ضد المملكة المتوكلية اليمنية وإعلان قيام الجمهورية العربية اليمنية بدلاً عنها، أعقبتها حرب أهلية بين الموالين للمملكة المتوكلية (الملكيين) و الموالين للثورة وللجمهوريّة (الجمهوريين) واستمرت الحرب ثمان سنوات (1962 - 1970). وقد سيطرت الفصائل الجمهورية على الحكم في نهاية الحرب وسقط النظام الملكي وقامت الجمهورية العربية اليمنية. بدأت الحرب عقب انقلاب المشير عبد الله السلال ومعه مجموعة من الضباط على الإمام محمد البدر حميد الدين وإعلانه قيام الجمهورية في اليمن الشمالي يوم الخميس 26 سبتمبر 1962. هرب الإمام إلى السعودية وبدأ بالثورة المضادة من هناك.
تلقى الإمام البدر وأنصاره الدعم من السعودية والأردن وبريطانيا وإسرائيل، فيما تلقّى الجمهوريين الدعم من مصر بقيادة جمال عبد الناصر. وقد جرت معارك الحرب الضارية في المدن والأماكن الريفية، وشارك فيها مع الملكيين أفراد أجانب غير نظاميين (مرتزقة) فضلاً عن الجيوش التقليدية النظامية.
أرسل جمال عبد الناصر ما يقارب 70,000 جندي مصري. وعلى الرغم من الجهود العسكرية والدبلوماسية، وصلت الحرب إلى طريق مسدودة واستنزفت السعودية بدعمها المتواصل للإمام طاقة الجيش المصري وأثرت على مستواه في حرب 1967 وأدرك عبد الناصر صعوبة إبقاء الجيش المصري في اليمن.[وفقًا لِمَن؟]
انتهت المعارك بانتصار الجمهوريين وفكّهم الحصار الملكي على صنعاء في فبراير 1968  وسبقها أيضاً انسحاب بريطانيا من جنوب اليمن وقيام جمهورية اليمن الديمقراطية الشعبية.
يشير المؤرخون العسكريون المصريون إلى الحرب في اليمن على أنها «فيتنام مصر» (في إشارة إلى تشابه وضع مصر في حرب اليمن مع الولايات المتحدة في حرب فيتنام). كتب المؤرخ مايكل أورين (السفير الإسرائيلي السابق لدى الولايات المتحدة) أن المغامرة العسكرية المصرية في اليمن كانت كارثية لدرجة أن «حرب فيتنام من الممكن وصفها بأنها» يمن الولايات المتحدة"".

## مقدمة

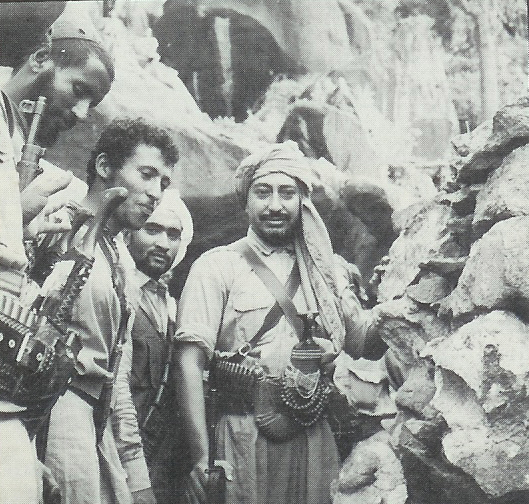
الامام البدر

قامت المملكة المتوكلية اليمنية عام 1918 بقيادة الإمام يحيى حميد الدين. كانت مملكة منغلقة على العالم وتبنى الإمام سياسة انعزالية خوفاً من أن تسقط بلاده لسلطة القوى الاستعمارية المتحاربة عقب الحرب العالمية الأولى وبالذات إيطاليا وبريطانيا وكذلك لإبعاد المملكة عن التيارات القومية التي ظهرت في المنطقة العربية تلك الفترة وساعده في ذلك أن جل المجتمع اليمني على أيامه كانوا من المزارعين يعيشون في قرى مكتفية ذاتيًا. منع الإمام يحيى السفارات والبعثات الدبلوماسية من دخول البلاد وأي زائر أجنبي كان بحاجة إلى إذن شخصي منه. أسّس الإمام يحيى حميد الدين حكماً ثيوقراطيًا زيدياً تجاهل أبناء المذاهب الأخرى مثل الشافعية والإسماعيلية واعتبر يهود اليمن ذميين. ظهرت حركات معارضة للمملكة بعضها نتيجة احتكاك تيارات فكرية معينة بالخارج مثل محمد محمود الزبيري وبعضها اعتراضا على نية الإمام يحيى توريث ابنه أحمد بن يحيى، وكان عبد الله الوزير من أبرز معارضي التوريث وانتخب إمامًا دستوريًا ليقود ثورة الدستور عام 1948. قُتل الإمام يحيى خلالها وتمكّن ابنه أحمد من إنقاذ المملكة.
وفي 31 مارس عام 1955، حدث انقلاب قام به المقدم أحمد يحيى الثلايا. وقد قام المقدم أحمد بقيادة فرقة من الجنود لمحاصرة الإمام أحمد في قصره في مدينة تعز، وطالبوا الإمام تسليم نفسه وهو ما حدث. وقد اختلف قادة الانقلاب فيما بينهم على مصير الإمام. فبعضهم اقترح قتله. والبعض الآخر اقترح أن يستبدل به أخيه الأمير سيف الله عبد الله. وفي أثناء ذلك قام الإمام بفتح خزائن قصره واشترى جنود الثلايا. كما قامت سيدات الأسرة المالكة بقص شعورهن ووضعوها في أظرف وأرسلوها إلى القبائل وكتبوا لهم «يا غارة الله بنات النبي». فهجمت القبائل على تعز وفشل الانقلاب. (أنظر انقلاب 1955)
وفي صيف عام 1959، سافر الإمام أحمد إلى روما للعلاج من التهاب المفاصل الرثياني. فاعتقد البدر أنها نهاية أبوه. فقام بإنشاء مجلس نيابي برئاسة القاضي أحمد السياغي. كما قام بإلقاء خطاب ضد الإمام في احتفال للجيش اليمني. فثار أفراد الأسرة الحاكمة ضد البدر مما دفعه للاستعانة بالقبائل لإخماد ثورتهم. ورغم أن عيون البدر في روما تخبره أن أبوه يحتضر. إلا أن الإمام أحمد أفاق من مرضه ورجع إلى اليمن وقام بإلغاء كل ما قام به البدر من إصلاحات. كما أمر باسترجاع الأموال والسلاح التي أعطاها البدر للقبائل التي أيّدته في الإصلاحات. وهرب شيوخ القبائل إلى السعودية ولكن الملك سعود بن عبد العزيز ضمنهم عند الإمام أحمد. ولما رجعوا، أعطاهم الإمام لابنه البدر فقام بذبحهم ترضية لأبيه. وكانت هذه الحادثة دليلاً للذين عقدوا الآمال على البدر أنه لا يختلف كثيراً عمن سبقوه. (أنظر تمرد مشائخ حاشد 1959)
وعندما قُتل الإمام أحمد في 19 سبتمبر عام 1962، خلفه ابنه الإمام البدر في الحكم. وكان قرار تعيين عبد الله السلال قائداً للحرس الملكي من أولى القرارات التي اتخذها الإمام.

## أحداث سنة 1962

### التخطيط

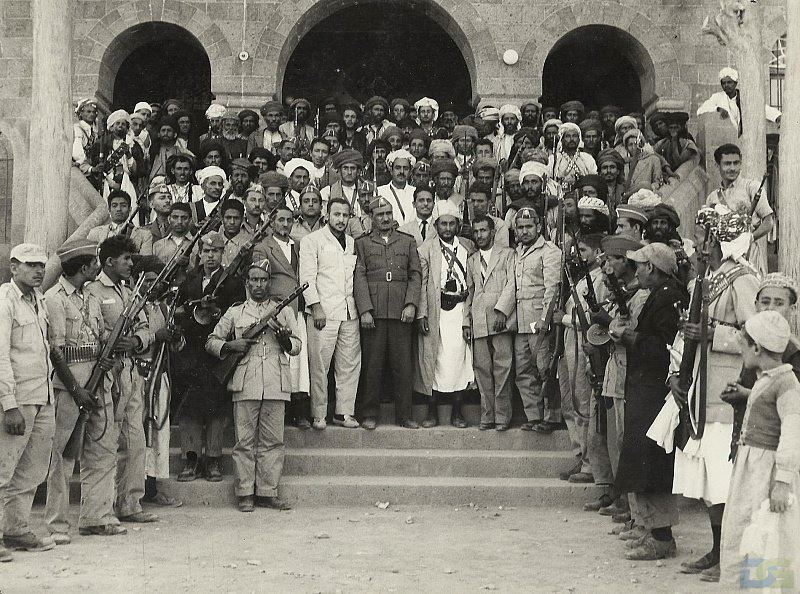
صورة بعد قيام ثورة 26 سبتمبر يظهر فيها الرئيس عبد الله السلال والدكتور البيضاني مع أمين نعمان وسنان أبو لحوم وعبد الله الضبي ومحمد الفسيل وأحمد المروني أمام القصر الجمهوري.

أدرك اليمنيون منذ البداية أنه يجب الاعتماد على ضباط عسكريين للإطاحة بحكم الإمام ثم يُدعمون بالقبائل بعد ذلك. وعلى الرغم من ذلك فإن العقل المدبر للانقلاب كان مدنياً وهو الدكتور عبد الرحمن البيضاني الذي كان يعتقد بضرورة وجود خمسة ركائز أساسية للقيام بثورة في اليمن وهي:
- الجيش الذي سيقوم بالانقلاب.
- بناء ميناء الحديدة لاستيراد الأسلحة الثقيلة التي تختلف عن الأسلحة الموجودة في أيدي القبائل.
- إنشاء طريق بين الحديدة وصنعاء لضمان الوصول للعاصمة سريعاً لحمايتها.
- دولة تساند الثورة.
- إعلام قادر على التبشير بمبادئ الثورة.

وفي سنة 1962، كانت هناك نواة للجيش كما تم بناء ميناء الحديدة وشُق الطريق بين الميناء وصنعاء وبُنيت الإذاعة في الأخيرة وبقي فقط الدعم الدولي.
وُضِعَت خطة الانقلاب في مدينة غارميش بارتِنْكِيرشِن بألمانيا (بالألمانية: Garmisch-Partenkirchen) عندما اجتمع البيضاني وعبد الغني مطهر. ثم بعد ذلك سافر البيضاني إلى القاهرة لعرض الخطة على المسؤولين المصريين هناك وكان من ضمنهم أنور السادات، صلاح نصر مدير المخابرات العامة ونائبه علي سليمان والرئيس المصري جمال عبد الناصر. وكان يصاحب البيضاني في بعض هذه اللقاءات محمد قائد سيف الذي شارك في انقلاب سنة 1948 الذي قاده عبد الله الوزير. ورغم تردد عبد الناصر في بداية الأمر، إلا أنه وافق على دعم الأحرار اليمنيين.
وكانت خطة الثورة مقسمة على ثلاثة خلايا: الأولى في تعز حيث يقيم الإمام أحمد والثانية في العاصمة صنعاء والثالثة في الحديدة حيث يوجد الميناء. وكانت بداية الخطة من تعز حيث يوجد 800 جندي منهم 530 مجندين لصالح الأحرار وكان من ضمن قادة أفرع الجيش المجندين أيضاً قائد المدرعات وقائد المدفعية. وكانت تنقص خلية تعز بعض الأسلحة فقام عبد الغني مطهر بنقلها لهم من صنعاء. وكانت على خلية تعز القيام باغتيال الإمام أحمد داخل قصره وهو ما حدث على يد محمد العلفي وعبد الله اللقية.
وبعد أن تنتهي مهمة تعز تبدأ مهمة صنعاء، وكانت الخطة تقتضي بأن يعلن قادة الخلية هناك إدانتهم للانقلاب في تعز ثم يستدرجون البدر ولي العهد والشخصيات الهامة خارج مقارهم للتخلص منهم أو التحفظ عليهم بدون مشقة القتال مع حرسهم الخاص مستغلين صفاتهم الرسمية فعلى سبيل المثال كان عبد الله السلال قائد الحرس الإمامي. وكانت حادثة اغتيال يحيى محمد عباس رئيس الاستئناف خير مثال.
وكان من ضمن مهام خلية صنعاء أيضاً احتلال الإذاعة وكانت هذه المهمة بقيادة العقيد حسن العمري نائب وزير المواصلات ومدير اللاسلكي. وكان يجب عليهم إما احتلالها أو تدميرها لأنه كان يوجد هناك إذاعة أخرى في أسوان. فإذا بقت إذاعة صنعاء تحت سيطرة الملكيين أصبح هناك محطتين للإذاعة. ثم تبدأ بعد ذلك مهمة الحديدة التي يقودها العميد حمود الجايفي وكان عليهم تأمين الميناء لوصول القوات المصرية.

### التنفيذ
عندما قُتل الإمام أحمد في 19 سبتمبر عام 1962 على أيدي الثوار، خلفه ابنه الإمام البدر. وفي هذه الأثناء، تناقش ضباط الجيش إذا كان هذا هو الوقت المناسب للقيام بالثورة أو الانتظار حتى عودة أخيه الأمير الحسن من الخارج للقبض عليهما معاً في وقت واحد.
ولكن العقيد عبد الله السلال قرر التحرك وأمر بإعلان حالة التأهب القصوى في الكلية الحربية بصنعاء وفتح جميع مستودعات الأسلحة وتوزيعها على كل الضباط الصغار والجنود. وفي مساء 25 سبتمبر، جمع عبد الله السلال القادة المعروفين في الحركة القومية اليمنية والضباط الذين تعاطفوا معها أو شاركوا في محاولة انقلاب الثلايا عام 1955. وكان كل ضابط وكل خلية بانتظار تلقّي الأوامر وبدء التحرك بمجرد بدء قصف قصر الإمام بدر. وتضمنت الأماكن الهامة التي يجب تأمينها قصر البشائر (قصر الإمام)؛ قصر الوصول (قصر استقبال الشخصيات الهامة)؛ الإذاعة؛ الاتصالات التليفونية؛ قصر السلاح (مخزن السلاح الرئيسي)؛ ومقرات الأمن الداخلي والمخابرات. وتم تنفيذ الثورة بواسطة 13 دبابة من اللواء بدر، 6 عربات مصفحة، مدفعين متحركين، ومدفعين مضادين للطائرات. وكانت الكلية الحربية هي مقر القيادة والسيطرة على القوات التي تقوم بالانقلاب.
توجهت وحدة من الضباط الثوريين مصحوبة بالدبابات إلى قصر البشائر. وقاموا باستخدام مكبرات الصوت لدعوة الحرس الملكي للتضامن القبلي وتسليم الإمام البدر الذي تقرر إرساله للمنفى بسلام. ولكن الحرس الملكي رفض الاستسلام وفتح النار على وحدة الضباط، مما دفع الثوريين إلى الرد بقذائف المدافع والدبابات. حيث كانوا قد قرروا استخدام الدبابات والمدفعية منذ البداية.
وقد استمرت معركة القصر حتى استسلم الحرس الملكي في صباح اليوم التالي. وكانت الإذاعة قد سقطت منذ البداية بعد مقتل ضابط ملكي واحد وانهيار المقاومة. أما مخزن السلاح فكان أسهلها، فكان يكفي أمر مكتوب من العقيد السلال لفتح المنشأة ثم تنحية الملكيين منها وتأمين البنادق، المدفعية والذخيرة. وقد سقطت الاتصالات التليفونية أيضاً بدون أي مقاومة. وفي قصر الوصول، فقد ظلت الوحدات الثورية آمنه تحت ستار حماية وتأمين الدبلوماسيين والشخصيات الهامة التي جاءت لتبارك لولي العهد الجديد.
وفي صباح 26 سبتمبر، تم تأمين كل المناطق في صنعاء وأعلنت الإذاعة أنه قد تمت الإطاحة بالإمام البدر وحلّت محله حكومة ثورية جديدة. ثم بدأت الوحدات الثورية في مدن تعز، حجة، وميناء الحديدة تأمين ترسانات السفن، المطارات ومنشآت الميناء. وكان عهد الإمام أحمد عهد معارضة وثورات، وقد تعرض الإمام إلى 12 محاولة اغتيال، منها محاولة فاشلة لاغتياله وهو على فراش الموت. وما كانت الثورة التي قام بها الضباط عبد الله السلال وعبد الرحمن البيضاني والدكتور محسن العيني إلا تركيز النشاطات الثورية في جهد منظم واحد للإطاحة بحكم الإمام. وقد كان قائد المجموعة، السلال، متأثراً بقراءاته عن الثورة الفرنسية وكتاب عبد الناصر «فلسفة الثورة».

### توابع الثورة

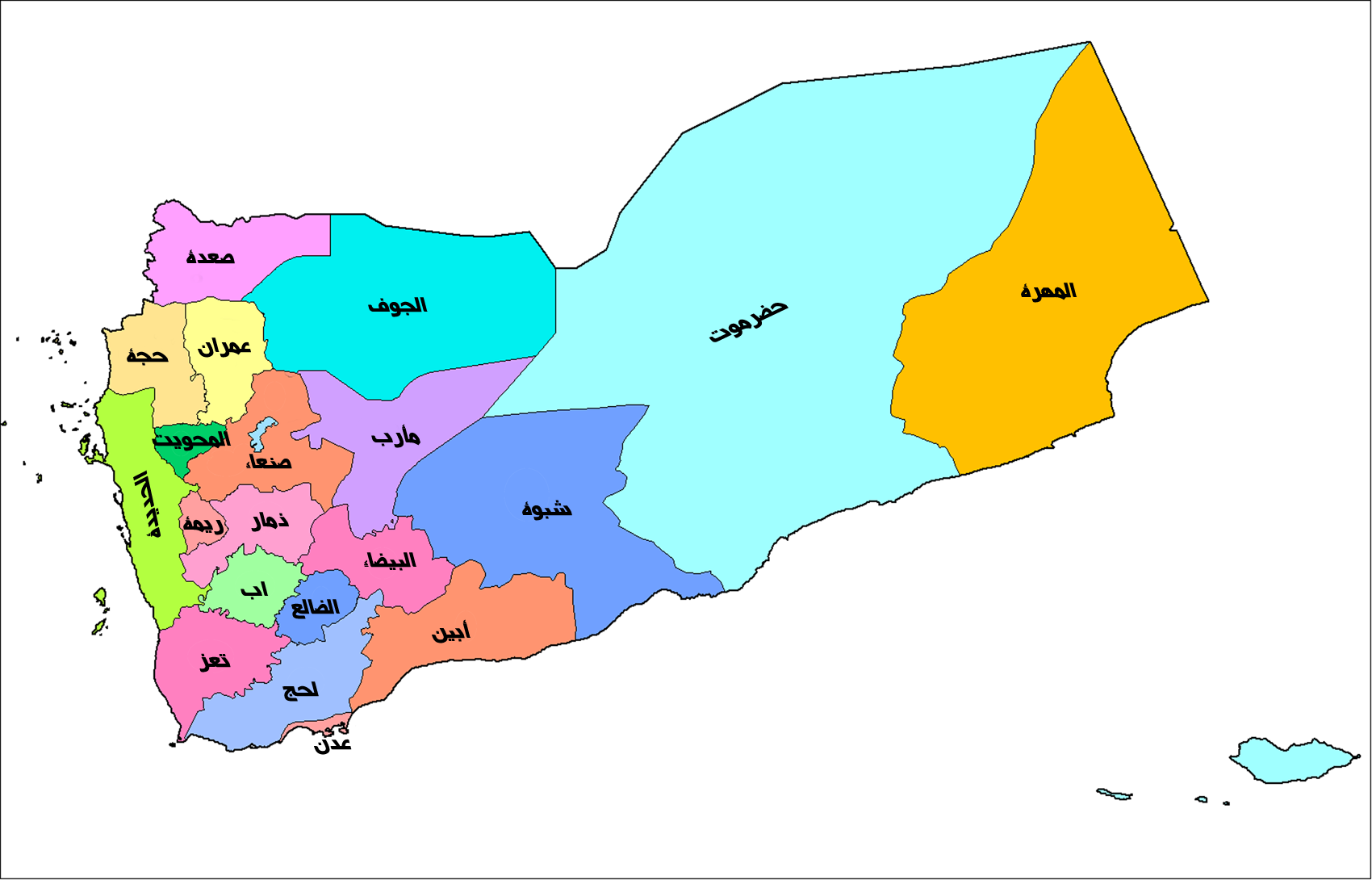
خريطة توضح محافظات اليمن.

لم يُشارك البيضاني - وهو مثقف يحمل درجة الدكتوراه - رؤية عبد الناصر على الرغم من أنه كان يريد خلق جمهورية على أرض اليمن ولكن بدون انتهاج الخط الناصري، وهو الخط الذي اختاره عبد الله السلال. وقد حدثت منافسه بين الإثنين انتهت لصالح السلال. وفي 28 سبتمبر، أعلنت الإذاعة موت الإمام بدر على الرغم من أنه كان لا يزال على قيد الحياة. وفي هذه الأثناء، غادر الإمام العاصمة صنعاء وهرب إلى مدينة حجة في الشمال وكان ينوي أن يفعل ما فعله أجداده من قبل: الاستنجاد بالقبائل في الشمال وفي جبال حضرموت وشن حرب لاستعادة العاصمة. وفي 30 سبتمبر، وصل العميد المصري علي عبد الخبير  على متن الطائرة لتقييم الموقف وتقدير احتياجات مجلس قيادة الثورة اليمني. وعلى الفور تقرر إرسال كتيبة قوات الصاعقة المصرية، وكانت مهمتها العمل على حراسة العقيد عبد الله السلال، ووصلت هذه الكتيبة إلى مدينة الحديدة في 5 أكتوبر.
وكان أنور السادات يعتقد أن لواء مدعوم بالطائرات يمكنه تأمين السلال ومجموعة الضباط الأحرار اليمنيين. ولكن تسارعت الأحداث وقامت السعودية - التي كانت تخشى المد الناصري - بإرسال قوات إلى الحدود اليمنية. وأرسل ملك الأردن رئيس أركان جيشه إلى الأمير حسن لإجراء مباحثات. وفي الأيام الممتدة بين 2 و 8 أكتوبر، غادرت أربع طائرات شحن سعودية محملة بالسلاح لإرساله إلى القبائل اليمنية الموالية للإمام. ولكن الطيارون اتجهوا إلى مدينة أسوان المصرية. وقد أعلن سفراء ألمانيا، المملكة المتحدة، الولايات المتحدة، والأردن، دعمهم لنظام الإمام بينما أعلنت مصر، إيطاليا، وتشكوسلوفاكيا، دعمها للثورة الجمهورية.

## الدوافع الإستراتيجية المصرية

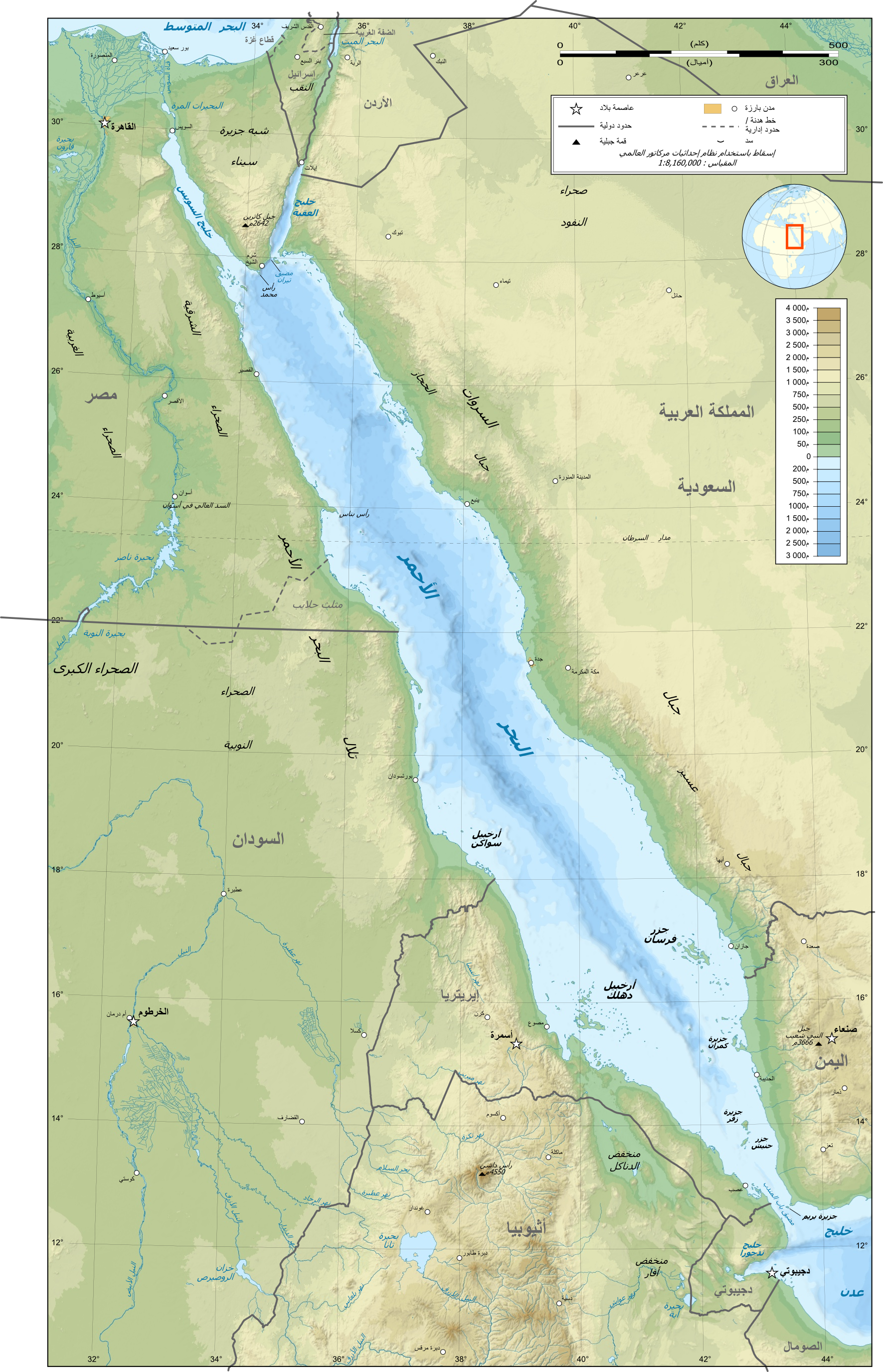
خريطة طبوغرافية للبحر الأحمر والدول المحيطة به.

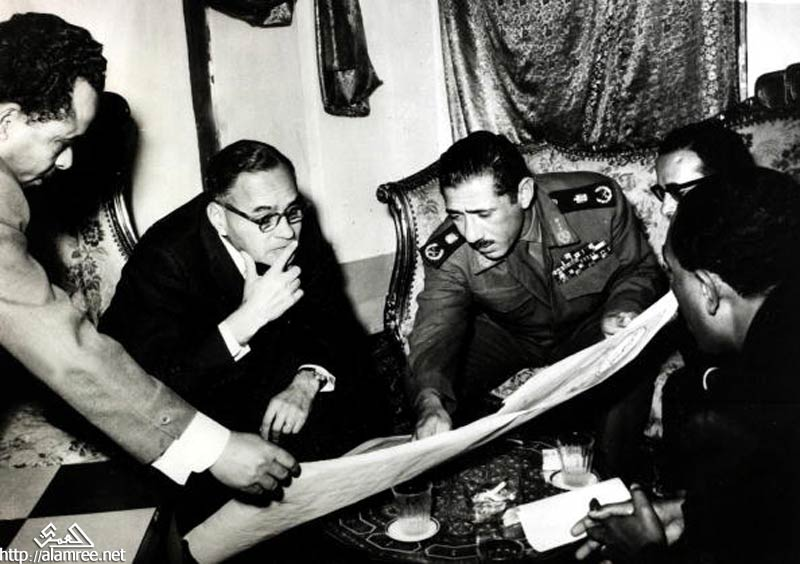
عبد الحكيم عامر في صنعاء في ثورة 26 سبتمبر اليمنية

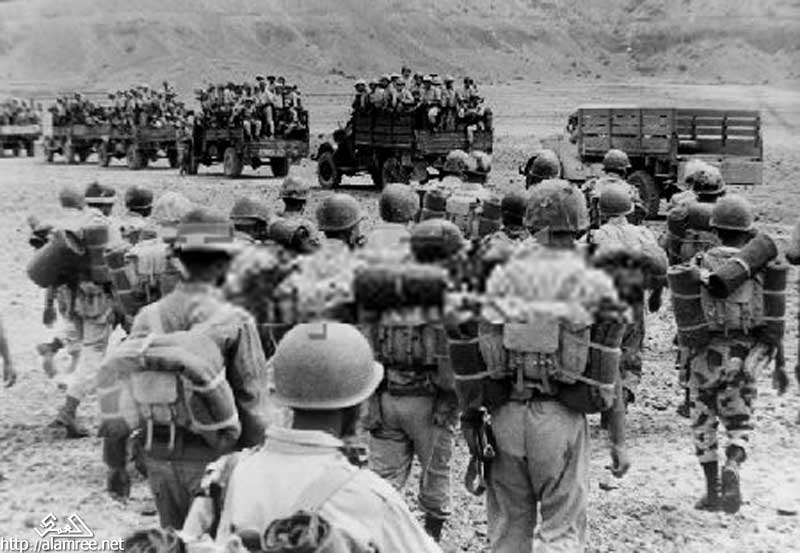
القوات المصرية في صنعاء 1962

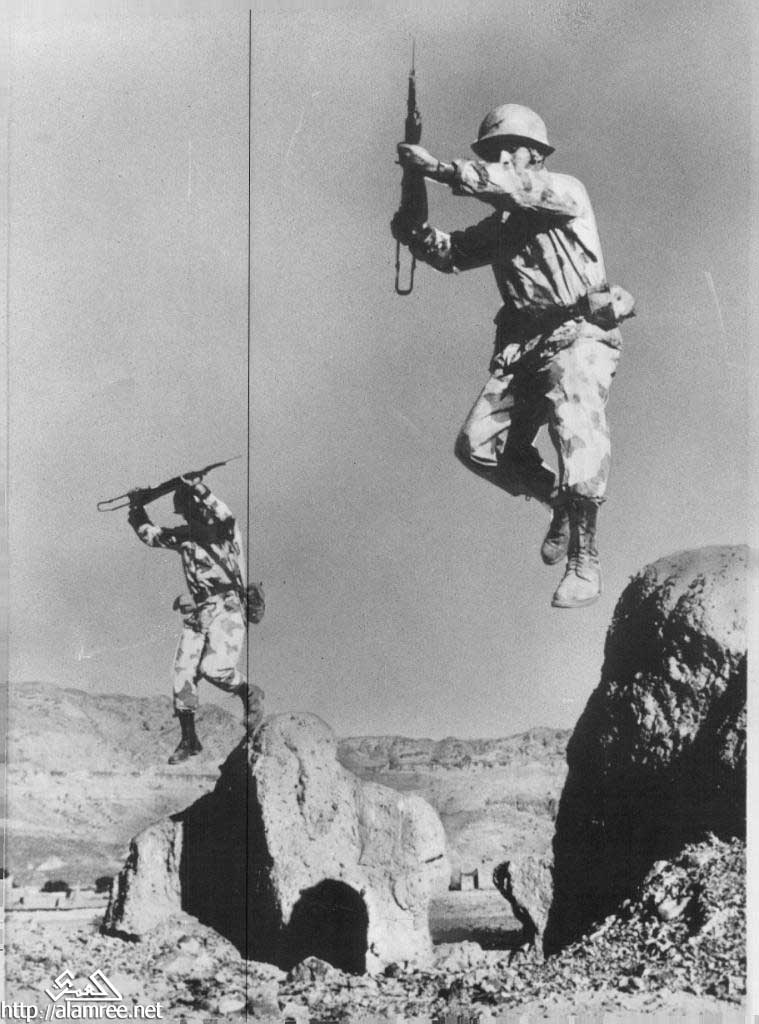
القوات المصرية في اليمن لتدريب القوات الجمهورية

ذكر السير أنتوني نتنغ (بالإنجليزية: Sir Anthony Nutting) في كتاباته عن سيرة حياة عبد الناصر عوامل عديدة دفعت الرئيس المصري لإرسال قوات مصرية إلى اليمن. ومن بين هذه الأسباب كان انفصال سوريا عن الجمهورية العربية المتحدة عام 1961 مما يعني أن هذه الجمهورية التي قامت عام 1958 لم تدم سوى 43 شهراً فقط. وكان عبد الناصر يريد استرجاع هيبته بعد انفصال سوريا. وكان انتصار عسكري سريع وحاسم يمكن أن يرجع له قيادته للعالم العربي. وكانت لعبد الناصر سمعته المعروفة كمعادي للاستعمار وكان يريد طرد البريطانيين  من جنوب اليمن ومن ميناء عدن الاستراتيجي المطل على مضيق باب المندب.
ويظهر كتاب دانا آدمز شميدت (بالإنجليزية: Dana Adams Schmidt) - «اليمن، الحرب المجهولة» - أن عبد الناصر كان ينوي في البداية انتظار سقوط الإمام أحمد والعمل مع الإمام بدر. ولكن كانت العلاقات العدائية بين عبد الناصر والإمام العجوز واضحة في شعر كتب بواسطة الإمام هاجم فيه الاشتراكية عام 1961. ورد عبد الناصر عليه بواسطة إذاعة صوت العرب. ولكن الكتاب الذي يمكن أن يكون قد وضح الأسباب والدوافع التي جعلت عبد الناصر يرسل القوات المصرية إلى اليمن هو كتاب اللواء محمود عادل أحمد الذي نُشر عام 1992 واسمه «ذكريات حرب اليمن 1962-1967». ويوضح الكاتب أنه في 29 سبتمبر تم مناقشة القرار في مجلس قيادة الثورة. وقد اعتقد المجلس أنه من الضروري إرسال قوات مصرية لردع الممالك العربية التي تحاول إجهاض الانقلاب اليمني، وخصوصاً المملكة العربية السعودية.
وكتب المؤرخ السياسي والصديق المقرب من عبد الناصر - محمد حسنين هيكل - في كتاب «لمصر لا لعبد الناصر»، أنه قد تناقش مع عبد الناصر في موضوع دعم الثورة في اليمن وكانت وجهة نظره أن وضع ثورة السلال لا يمكنها من احتواء العدد الكبير من القوات المصرية التي سترسل إلى اليمن لدعم نظامه. وإنه من الأفضل التفكير في إرسال متطوعين عرب من جميع أنحاء العالم العربي للقتال بجانب القوات الجمهورية اليمنية. وقد ضرب هيكل مثال الحرب الأهلية الإسبانية للتطبيق في اليمن. ولكن عبد الناصر رفض وجهة نظره وكان مصراً على ضرورة حماية الحركة القومية العربية. وكان عبد الناصر يعتقد أن لواء من القوات الخاصة المصرية مصحوباً بسرب من القاذفات المقاتلة يمكنه أن يحمي الجمهوريين في اليمن. وكان جمال عبد الناصر يتطلع إلى تغيير النظام اليمني منذ سنة 1957، وفي يناير من عام 1962 وجد الفرصة سانحة لتحقيق تطلعاته وذلك بدعم حركة الضباط الأحرار اليمنيين بالإيواء والمال وعلى موجات إذاعة صوت العرب.
ومن بين الأسباب التي أدت بعبد الناصر إلى إرسال القوات المصرية إلى اليمن:
- تأثير دعمه لحرب تحرير الجزائر من سنة 1954 إلى سنة 1962.[32][33]
- انفصال سوريا عن الجمهورية العربية المتحدة عام 1961.
- تدهور علاقاته من بريطانيا وفرنسا بسبب دعمه للجزائريين وكذلك على الأخص بسبب جهوده لتقويض حلف بغداد[34] الذي أدى سقوطه إلى سقوط الملكية في العراق عام 1958.
- كان عبد الناصر يعتقد أن قدر مصر هو مواجهة الاستعمار.
- نُسب إلى وزير الدفاع المصري حينها - المشير عبد الحكيم عامر - قوله أن وجود جمهورية على أرض اليمن هو أمر حيوي بالنسبة لمصر لضمان السيطرة على البحر الأحمر من قناة السويس إلى مضيق باب المندب.[35]
- كان ينظر للحرب في اليمن على أنها وسيلة لكسب النقاط في صراعه مع النظام الملكي السعودي الذي آمن عبد الناصر أنه سعى إلى فك الوحدة بين مصر وسوريا.

## في ميدان القتال

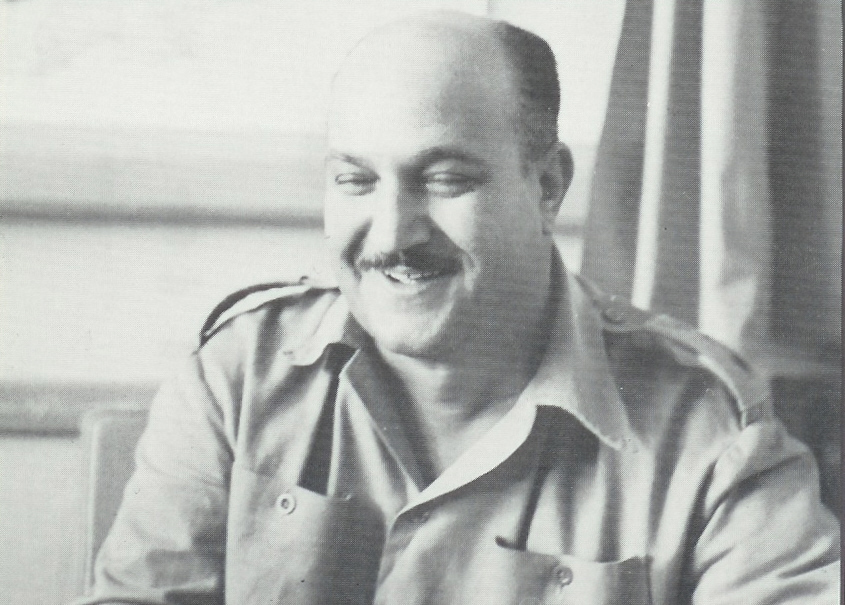
العقيد كمال حسن علي قائد العمليات المصري على مكتبه في صنعاء.

أدرك عبد الناصر خلال ثلاثة أشهر من إرساله القوات إلى اليمن أن الأمر يتطلب أكثر مما توقع. وفي بدايات عام 1963 وجد نفسه مضطراً لإرسال المزيد من القوات. وأن ليس هناك بد إلا من مواصلة دعم الثوار مع يقينه بالخلافات التي بدأت بالنشوب بين معسكر السلال الموالي لناصر وشيوخ القبائل المؤيدون للثورة لا سيما الشيخ عبد الله بن حسين الأحمر شيخ مشايخ قبائل حاشد صاحبة الدور الكبير في المعارك، وكان عدد القوات أقل من 5,000 جندي في أكتوبر من عام 1963. وبعد شهرين ارتفع عدد القوات النظامية هناك إلى 15,000. وفي نهاية عام 1963، بلغ عدد القوات 36,000 جندي؛ وفي نهاية عام 1964، وصل إلى 50,000 جندي مصري في البلاد. وبلغ العدد ذروته في نهاية عام 1965 ليبلغ عدد القوات المرابطة هناك 55,000 جندي مصري، تم تقسيمهم إلى 13 لواء مشاة ملحقين بفرقة مدفعية، فرقة دبابات والعديد من قوات الصاعقة وألوية المظلات. وقد أرسل السفير أحمد أبو زيد - الذي كان سفير مصر إلى المملكة اليمنية من سنة 1957 إلى سنة 1961 - العديد من التقارير الهامة عن اليمن التي لم تصل إلى وزارة الدفاع المصرية ويبدو أنها ظلت مدفونة في أدراج وزارة الخارجية. فقد حذر السفير المسؤولين في مصر - بمن فيهم المشير عبد الحكيم عامر - أن القبائل اليمنية صعبة المراس ولا تملك أي إحساس بالولاء أو الانتماء للوطن. وعارض السفير إرسال القوات المصرية واقترح دعم الضباط الأحرار اليمنيين بالمال والسلاح. وحذرهم بأن السعوديين سيغرقون اليمن بالمال لتأليب القبائل ضد الثورة.

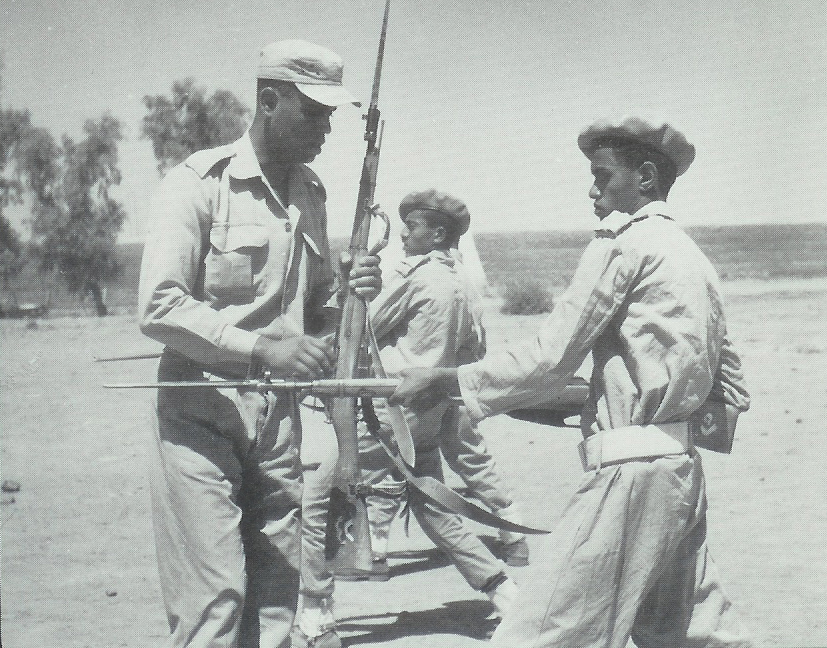
جندي مصري في الكلية الحربية بصنعاء يعلم طالبا يمنيا استخدام حربة البندقية

لم يتفهم عبد الناصر وأعضاء مجلس قيادة الثورة المصريون أن تمركز قوات مصرية في اليمن - على أبواب المملكة العربية السعودية - سينظر إليه على أنه مسألة حياة أو موت لعائلة آل سعود، وكذلك فأنه سيعتبر زيادة التهديد على القوات البريطانية الموجودة في محمية عدن. ولم تُأخذ هذه العوامل في الاعتبار عندما تم اتخاذ القرار النهائي بإرسال القوات المصرية إلى اليمن. وكان هناك بعد آخر خفي في هذا الصراع ألا وهو رغبة السعودية في أن تصبح القوة المؤثرة في شبه الجزيرة العربية. وقد شكلت القوات المصرية تهديداً لهذا النفوذ التقليدي التي كانت تمارسه السعودية على اليمن وعلى دول الخليج الأخرى.

### الخرائط
كان القادة الميدانيون المصريون يعانون من انعدام الخرائط الطوبوغرافية مما سبّب لهم مشكلة حقيقية في الأشهر الأولى من الحرب. فلم يستطع القادة وضع الخطط للعمليات العسكرية أو إرسال التقارير الدورية أو الإبلاغ عن الخسائر بدون الإحداثيات الدقيقة للمواقع. وكانت لدى وحدات القتال خرائط تستخدم فقط للملاحة الجوية. وقد أقر مدير المخابرات العامة المصرية صلاح نصر أن المعلومات عن اليمن كانت شحيحة. ولأن مصر لم يكن لديها سفارة في اليمن منذ سنة 1961، فقد طلبت معلومات من السفير الأمريكي في اليمن ولكن كل ما أرسله في تقريره كانت معلومات عن الاقتصاد اليمني.
وكان نقص الخرائط الكافية وعدم معرفة المصريين بأرض المعركة يؤدي إلى استمرار بقاء القوات المصرية في مستنقع اليمن. وكان من بين القواد الذين أُرسلوا لتنفيذ «العملية 9000» - وهو الاسم الذي أطلقه قادة الجيش المصري على حرب اليمن - لواء مصري واحد من أصل يمني من قبيلة بني سند اسمه طلعت حسن علي. وكان هذا اللواء هو الوحيد الذي يمكن أن يكون له معرفة باليمن.
ولم يعاني السعوديون والملكيون من هذه المشكلة بسبب الارتباط والتزاوج بين القبائل السعودية واليمنية على جانبي الحدود. وبالإضافة إلى ذلك فقد أرسلت السعودية آلاف العمال اليمنيين العاملين في المملكة العربية السعودية لمساعدة الإمام بدر. وكانت الزيادة في أعداد القوات المصرية نتيجة مباشرة للتصعيد السعودي البريطاني ولم يكن نتيجة الواقع على أرض المعركة أو حاجات عسكرية صرفة. وقد أرسل العراق أيضاً العديد من البعثيين اليمنيين على متن الطائرات لزعزعة استقرار نظام الضباط الأحرار اليمني الموالي للمصريين.

### دور القوات الجوية

خريطة للمملكة العربية السعودية موضح عليها موقع نجران (رقم 11) وجازان (رقم 10).

ومنذ عام 1962 إلى نهاية الحرب، أدرك قادة الأركان العامة المصرية أهمية الجسر الجوي. ولم يدرك المصريون تأثيره جيداً في اليمن حتى أكتوبر من عام 1963. في هذا الوقت، كان الزعيم الجزائري أحمد بن بلة متورطاً في حرب الرمال مع المملكة المغربية الموالية للولايات المتحدة على قطعة أرض في الصحراء الكبرى أعطيت للجزائر بعد طرد الاحتلال الفرنسي. وكان الجيش الجزائري يعتمد تكتيكات حرب العصابات في مواجهة قوات مسلحة تقليدية. وطلب بن بلة المساعدة من عبد الناصر التي جاءت في صورة كميات ضخمة من الدبابات والعتاد الذي جاء عن طريق البحر والجسر الجوي، والتي جاءت على حسب كلام نتنغ بسرعة وكفاءة عالية من الجيش المصري ومكنت هذه المساعدات الجزائريين من الاحتفاظ بقطعة الأرض المتنازع عليها. في يناير 1964، قام الملكيون بحصار العاصمة اليمنية صنعاء. فقامت ناقلات الأنتونوف إيه إن - 12 المصرية بعمل جسر جوي لنقل أطنان من الطعام والوقود إلى العاصمة المحاصرة. وقدر المصريون تكاليف تجهيز القوات المصرية والجمهورية اليمنية بملايين الدولارات وبالإضافة إلى ذلك فقد قامت موسكو بتجديد مطار الروضة الحربي خارج صنعاء. فقد رأى القادة السياسيون السوفييت أنها فرصة لكسب موطئ قدم في شبه الجزيرة العربية ولذلك قاموا بتدريب المئات من الطيارين الحربيين المصريين للخدمة في حرب اليمن.

### موقف قائد سلاح الجو الأردني
في أثناء الحرب، قامت المملكة العربية السعودية والأردن بعقد اتفاقية للدفاع المشترك والتعاون العسكري عُرفت باتفاقية الطائف. وبسبب حوادث لجوء بعض الطيارين السعوديين إلى مصر بسبب رفضهم قصف المواقع المصرية في اليمن، التجأ السعوديون إلى الأردن للقيام بالغارات الجوية. وبالفعل ذهب وفد عسكري أردني إلى السعودية يرأسه قائد الجيش حابس المجالي ومعه قائد سلاح الجو سهل حمزة للاتفاق على تفاصيل الضربة الجوية التي سيقوم بها طيارون أردنيون. وكانت الأهداف التي يجب ضربها مطارات صنعاء، الحديدة، وتعز، وتدمير الطائرات والمعدات الموجودة، السفن المصرية في البحر الأحمر المتجهة والعائدة من اليمن، إذاعة صنعاء، محطة الاتصالات اللاسلكية، قلعة حجة، إذاعة تعز، وميناء الصليف شمال مدينة الحديدة.
وبسبب طول المسافة وصغر سعة خزان وقود الطائرات، فقد تم الاتفاق على ضرب الأهداف ثم الاتجاه إلى القاعدة العسكرية البريطانية في عدن لإعادة التزود بالوقود وإكمال تسليح الطائرات وفي طريق العودة يتم ضرب أهداف أخرى.
وفي أثناء زيارة الوفد العسكري غادر قائد سلاح الجو الأردني - سهل حمزة - السعودية إلى عمان بدون إبداء الأسباب وكان في نيته مقابلة العاهل الأردني لمناقشته في جدوى الأمر. وعندما لم يستطع مقابلته. قرر التوجه بطائرته إلى القاهرة لمقابلة عبد الناصر. وقد ذكر سهل حمزة في إحدى الأحاديث الصحفية أنه فكر في الأمر وتوصل إلى أنه إذا رفض القيام به فسيقوم غيره بالمهمة، وإذا امتثل فهو «عار له ولبلده».

### مصلحة إسرائيل في الحرب
كتب المؤرخ المصري حسنين هيكل أن إسرائيل قامت بإعطاء شحنات من الأسلحة كما أقامت اتصالات مع المئات من المرتزقة الأوروبيين الذين يقاتلون بجانب الملكيين في اليمن. وقامت إسرائيل بإنشاء جسر جوي سري بين جيبوتي وشمال اليمن. وأعطت الحرب الفرصة للإسرائيليين لمراقبة وتقييم التكتيكات الحربية المصرية وقدرتها على التكييف مع ظروف المعارك. بعد ثلاثة عقود من الحرب، أكد الإسرائيليون كلام هيكل.
كان جيم جونسون، زعيم المرتزقة الأوروبيين، يفكر بشراء طائراتهم الخاصة. فتوجه إلى طهران ليقنع الإيرانيين (تحت حكم الشاه وقتها) بالقيام بإسقاط جوي نجحت الجهود بعد سفر مستشار المرتزقة نيل بيلي مكلين إلى تل أبيب ولقاء موشي ديان ومائير عاميت، رئيس الموساد شهد الإسقاط الجوي الأول للأسلحة الكولونيل جوني كوبر والتي كانت عبارة عن 180 بندقية، 34,000 طلقة ماوزر و 72 قذائف مضادة للدبابات و 68 كيلو من المتفجرات البلاستيكية. لقد أخفى الإسرائيليون مصدر الأسلحة كانت الطائرات الإسرائيلية تحلق على طول السواحل السعودية تلقي الأسلحة في اليمن وتتزود بالوقود في الصومال وجيبوتي وتعود إلى إسرائيل وأسمى الإسرائيليين عمليتهم باسم عملية النيص (بالإنجليزية: Operation Porcupine) واستمرت الطائرات الإسرائيلية بتزويد المرتزقة الأوروبيين والملكيين بالأسلحة لمدة سنتين.

## القوات الملكية اليمنية وحلفاؤها

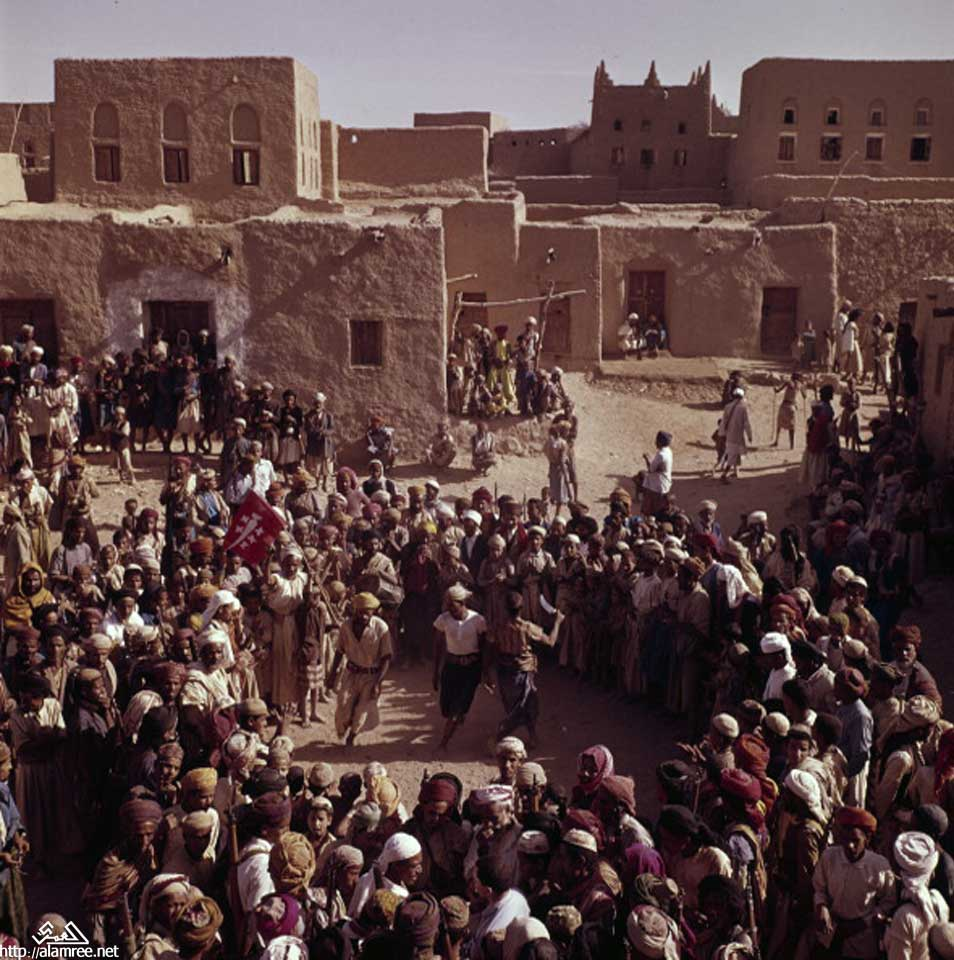
صعدة في الأيام الأولى لثورة 26 سبتمبر اليمنية

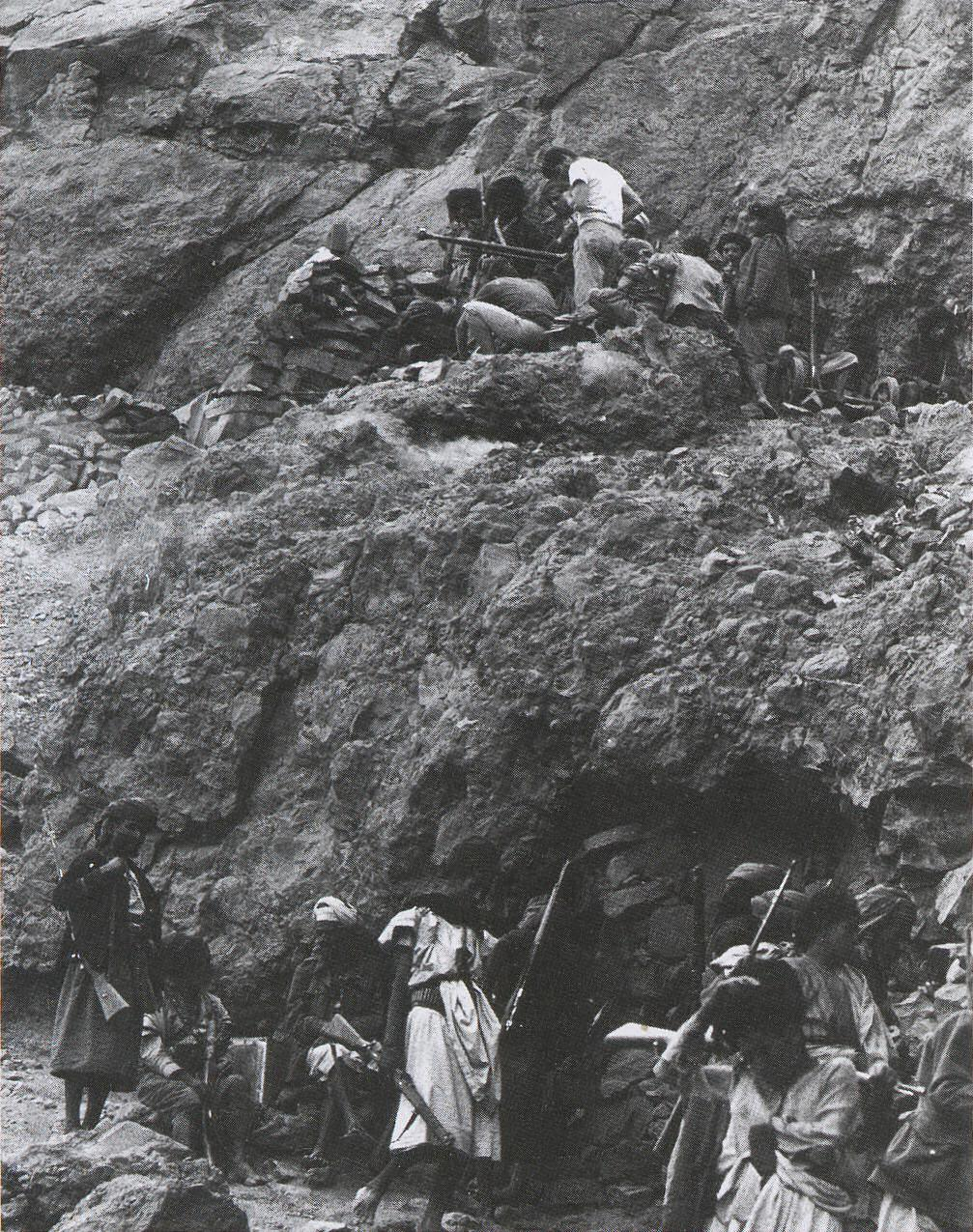
مرتزقة بريطانيون في جبال اليمن الشمالي.

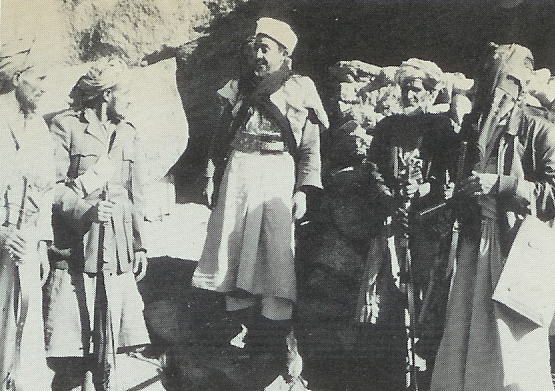
الأمير الحسن رئيس وزراء الإمام، يتحدث مع رجال القبائل خارج كهفه، ديسمبر 1962.

وفي عام 1963 وحده، أنفق السعوديون 15 مليون دولار لتجهيز القبائل اليمنية الموالية للملكيين بالسلاح، تأجير المئات من المرتزقة الأوروبيين وإنشاء محطة إذاعية خاصة بهم. وقامت باكستان ببيع بنادق للملكيين وكانت قد رأت فيها فرصة للتكسب من الحرب. وكان يوجد بعض عناصر الحرس الوطني السعودي تقاتل في جيش الإمام. وقامت إيران بدعم الملكيين بالمال فقد وجد الشاه محمد رضا بهلوي أنه يجب عليه دعم الإمام محمد البدر حميد الدين الشيعي الزيدي. وسمح البريطانيون بمرور قوافل السلاح عبر أراضي أحد حلفائهم في الجنوب العربي وهو شريف بيحان الذي كان تحت حماية الإدارة البريطانية في عدن. وقامت الطائرات الحربية البريطانية بعمليات نقل جوية لإعادة إمداد قوات الإمام.
قام الإمام البدر بتشكيل جيشيين - واحد تحت قيادة الأمير حسن في الشرق والثاني تحت قيادته في الغرب. وسيطر الجيشان على معظم شمال وشرق اليمن، بما فيه من مدينتي حريب ومأرب. ولكن عاصمة الشمال، صعدة - التي كانت لتعطي للإمام طريقا إستراتيجيا هاما للعاصمة صنعاء - كانت تحت سيطرة الجمهوريين. وكانت هناك مناطق مثل مدينة حجة، حيث كان الملكيون يسيطرون على الجبال بينما سيطر المصريون والجمهوريون على المدينة وقلعتها. وقد تم إرسال مرتزقة من فرنسا، بلجيكا، وإنجلترا، من الذين حاربوا في روديسيا، شبه الجزيرة المالاوية، الهند الصينية، والجزائر، لمساعدة الإمام في التخطيط للحرب، التدريب وإعطاء للقوات غير النظامية التابعة للإمام القدرة على الاتصال بالسعوديين وفيما بينهم.
كما قام أولئك المرتزقة بتدريب رجال القبائل على استخدام الأسلحة المضادة للدبابات مثل المدفع عيار 106 مليمتر، وكذلك قاموا بتدريبهم على زرع الألغام. ولا يزال عدد المرتزقة الأوروبيين مجهولاً وقدرته المصادر الغربية بالمئات بينما قدرته المصادر المصرية بخمسة عشر ألف مرتزق. وكانت تكتيكات الملكيين محصورة في طرق حرب العصابات لعزل القوات التقليدية المصرية - الجمهورية العربية اليمنية، والقيام بهجمات على خطوط الإمداد.

## مراحل القتال

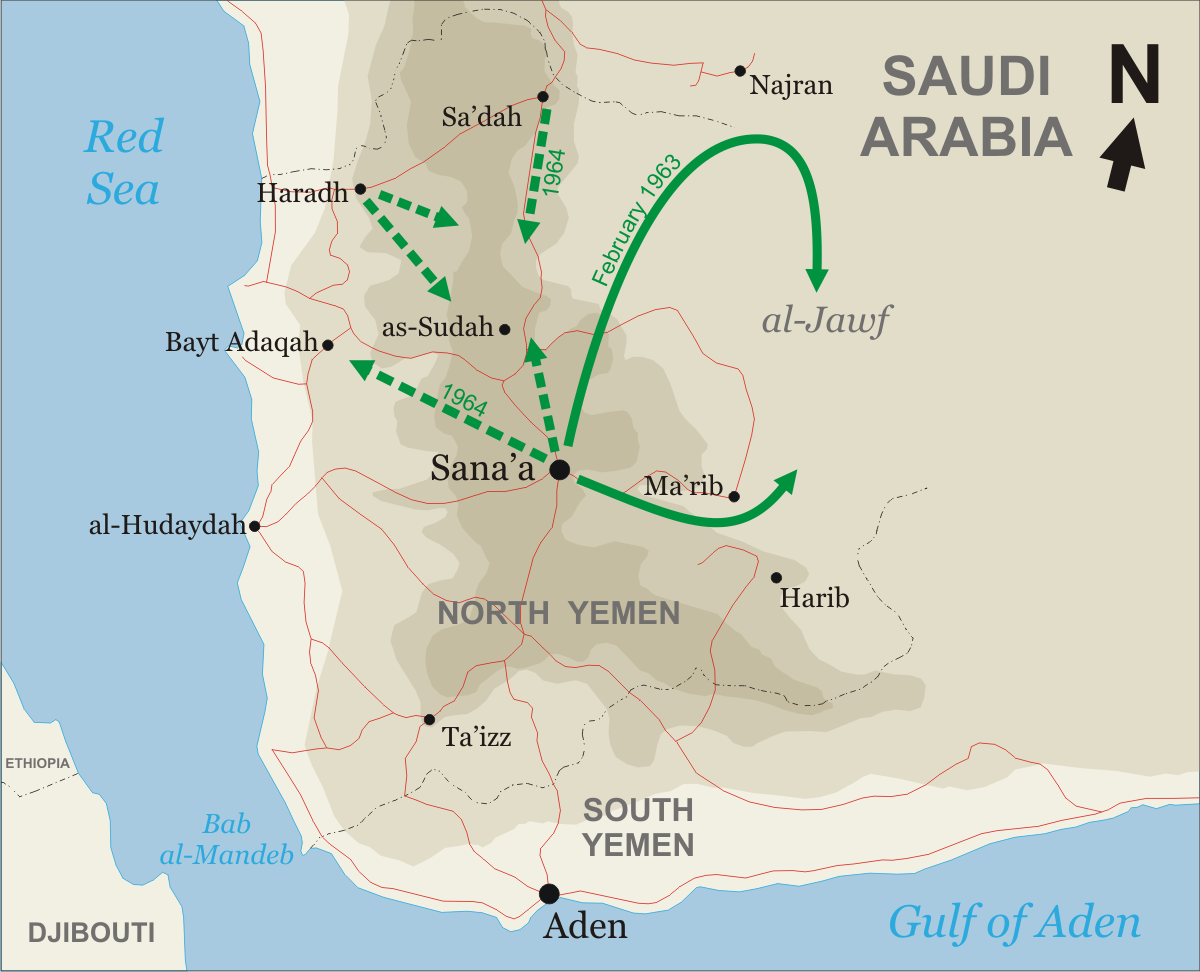
هجمات حملة رمضان (الخطوط المستقيمة)، وحملة حرض (الخطوط المنقطة).

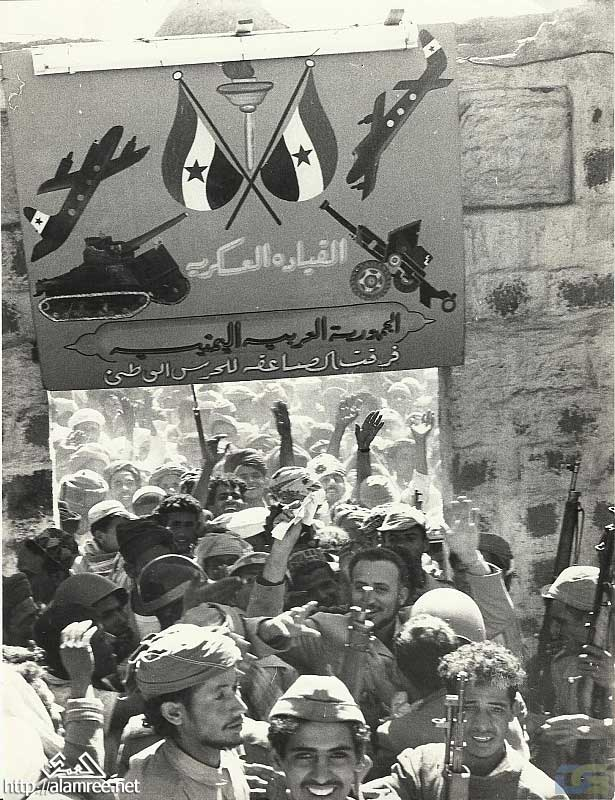
عبد الرحمن البيضاني في زياة لمعسكرات الحرس الوطني

قسمت قيادة الأركان العامة المصرية حرب اليمن إلى ثلاثة أهداف عملياتية. الأول كان الشق الجوي، وبدأ هذا الشق بطائرات تدريب قامت بعمليات تمشيط كما قامت أيضاً بحمل القذائف وانتهى بثلاثة أسراب من القاذفات المقاتلة، تمركزت بالقرب من الحدود اليمنية السعودية. وقام المصريون بطلعات جوية على طول ساحل تهامة وفي مدن نجران وجازان السعوديتين. وكان هدف هذه الطلعات قصف تشكيلات الملكيين الأرضية وتعويض قلة التشكيلات المصرية على الأرض بالقوة الجوية. وبجانب الغارات الجوية المصرية، كان الشق العملياتي الثاني هو السيطرة على الطرق الرئيسية المؤدية للعاصمة صنعاء والطرق التي تربطها بالمدن والقرى الرئيسية. وكانت حملة «رمضان» هي أكبر هجوم نُفذ من أجل هذه الشق العملياتي الذي بدأ في مارس من سنة 1963 ودام حتى فبراير سنة 1964، وركز على فتح وتأمين الطرق من صنعاء إلى صعدة في الشمال، وطريق صنعاء-مأرب في الشرق. وكانت نتيجة نجاح المصريين أن الملكيين سيتخذون الهضاب والجبال ملجأ لإعادة التجمع والقيام بالكر والفر.
وكان الشق العملياتي الثالث هو إخضاع القبائل وإغراءهم لتأييد الجمهوريين. وتطلب ذلك إنفاق أموال كثيرة لإمداد القبائل بالمساعدات بل ورشوة زعماء القبائل.
وبقدوم عام 1967، تمركزت القوات المصرية في مثلث الحديدة - تعز - صنعاء للدفاع عنه. وقامت بعمل طلعات جوية لقصف جنوب المملكة العربية السعودية وشمال اليمن. وقد أراد عبد الناصر انسحاباً متزامناً للقوات المصرية والسعودية من اليمن لحفظ ماء الوجه. ولكن هذه الانسحاب جاء عند اندلاع حرب يونيو لسنة 1967، فبسبب طلب عبد الناصر سحب قوات الأمم المتحدة من سيناء ووجود عدد كبير من القوات المصرية في اليمن، تشجعت إسرائيل على القيام بهجوم جريء على ثلاثة دول عربية هي مصر، سوريا، والأردن. وبعد نكسة 67، بدأ العرب في الاتحاد ضد إسرائيل. وقد أعطى ذلك عبد الناصر الفرصة للخروج من اليمن في قمة الخرطوم. ومن سنة 1968 إلى سنة 1971، انسحبت مصر والسعودية ومعهم مئات المرتزقة من اليمن.

### حملة رمضان

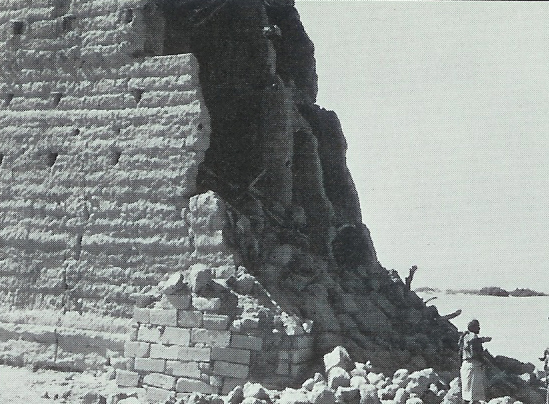
دمار ناتج عن قصف مصري على مدينة مأرب.

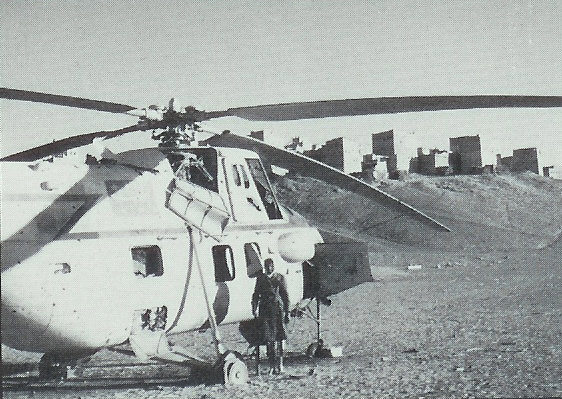
مروحية تم اصطيادها من قبل الملكيين في بداية الحرب.

بدأت حملة رمضان في فبراير من سنة 1963 عندما وصل المشير عبد الحكيم عامر وأنور السادات إلى صنعاء. وقد طلب عبد الحكيم عامر من القاهرة مضاعفة عدد القوات الموجودة إلى 40,000 جندي ووصل منهم 5,000 كدفعة أولى. وفي 18 فبراير تحركت فرقة من 15 دبابة، عشرين عربة مدرعة، 18 شاحنة، والعديد من سيارات الجيب من صنعاء متجهة إلى صعدة في الشمال. وتبعتها العديد من القوات. وبعد بضعة أيام، توجهت فرقة أخرى يتقدمها 350 جندي في دباباتهم وعرباتهم المدرعة من صعدة إلى مأرب في الجنوب الغربي. ولم تتجه الفرقة الأخيرة إلى مأرب مباشرة. بل قاموا بالعبور إلى صحراء الربع الخالي داخل الأراضي السعودية حيث تم تجهيزهم بواسطة جسر جوي ثم توجهوا إلى الغرب. وفي 25 فبراير احتلوا مأرب ثم حريب في 7 فبراير. وقد فشلت قوة ملكية من 1,500 رجل تم جمعهم في نجران في وقف الهجوم عند خروجه من صعدة. وقد هرب قائد الملكيون في حريب إلى بيحان، إلى داخل اليمن الجنوبي الذي كان يحتله البريطانيون. وفي معركة العرقوب، التي تقع على بعد 25 ميل جنوب شرق العاصمة صنعاء، قام 500 ملكي يقودهم الأمير عبد الله بالهجوم على موقع مصري على قمة أحد الهضاب، وكان الموقع يحرسه ست دبابات سوفيتية من نوع تي-54، دستة من العربات المصفحة، ومدافع آلية. فقام المصريون بالرد على الهجوم بالمدفعية وقذائف المورتر وطائرات التمشيط. بينما قام الملكيون بالرد بالبنادق، وقاذف مورتر واحد معه عشرين قذيفة ومدفع بازوكا معه أربعة قذائف. واستمرت المعركة أسبوعاً وكلفت المصريون ثلاثة دبابات، سبع عربات مدرعة و 160 قتيلاً. ولكن المصريون كانوا في مواقع تمكنهم من منع الملكيين من الإمدادات في الجبال شمال وشرق صنعاء.
وفي بداية أبريل عقد الملكيون اجتماعاً مع الملك فيصل بن عبد العزيز في الرياض. وقرروا تطبيق تكتيكات جديدة، ومنها الحصول على الإمدادات بالدوران حول المواقع التي يحتلها المصريون باستخدام الجمال بدلاً من الشاحنات لعبور الجبال والوصول لمواقعهم شرق صنعاء. ويمكن لقوافل الجمال أن تدخل الربع الخالي من بيحان إلى اليمن شمال مأرب. وقد تقرر أيضاً تكثيف عمليات الملكيين شرق الجبال بواسطة ثلاثة «جيوش». وفي نهاية أبريل، بدأ الملكيون في استعادة قوتهم وادعوا استرجاع المواقع التي أخذها منهم المصريون في الجوف في الجبال وإنهم أزالوا كل المواقع المصرية ماعدا موقع الحزم كما أدعوا أيضاً استرجاع مدينة البطانة في الغرب.

### حملة حرض

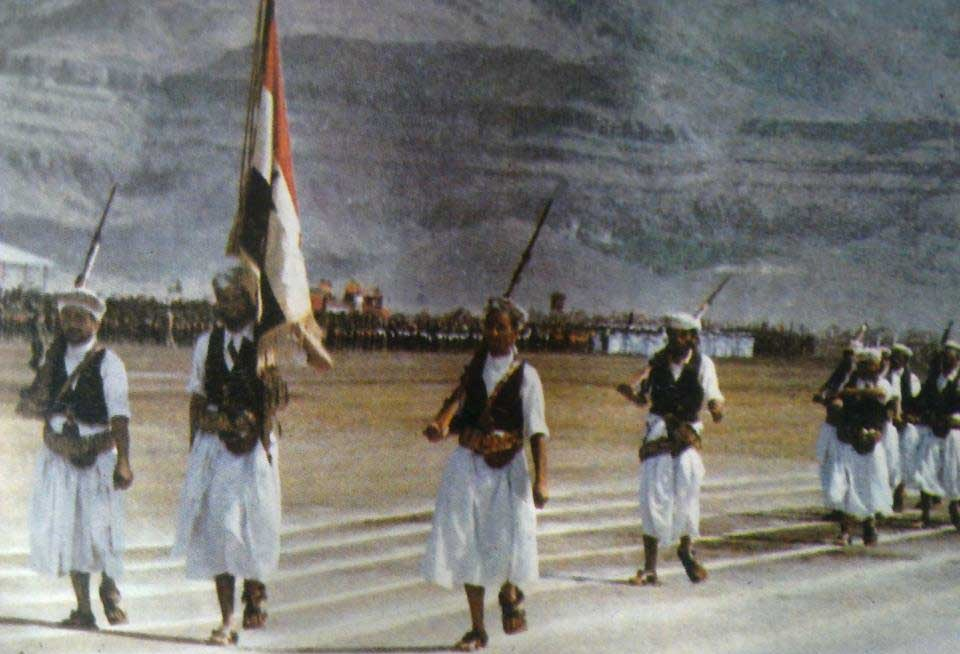
عرض لقوات جيش الثورة

في 12 يونيو، قام 4,000 جندي من قوات المشاة المصرية مدعمون بالجيش الجمهوري والمتطوعين من محمية عدن بغزو مدينة بيت عداقة التي تقع على بعد 30 ميلاً غرب صنعاء حيث تمتد جبهة يقودها الأمير عبد الله من طريق الحديدة عبر كوكبان إلى جنوب حجة. وفي خلال يومين، تقدم الهجوم حوالي 12 ميلاً، قبل أن يتم صدهم بهجوم ملكي مضاد. وقد اعترف الملكيون بمقتل 250 من جانبهم. ثم هاجم الجمهوريون مدينة السودة، التي تبعد حوالي 100 ميل شمال غرب صنعاء. وقد استغلوا قلة شعبية الأمير عبد الله بين القبائل لشراء شيوخها ودخلوا المدينة بلا مقاومة. ولكن بعد مرور شهر، بعثت القبائل بمندوبين للبدر يطلبون العفو ويطلبون منه المال والسلاح لقتال المصريين. وأرسل البدر قوات جديدة واستطاع استعادة المناطق المحيطة بالمدينة ولكن ليس المدينة نفسها.

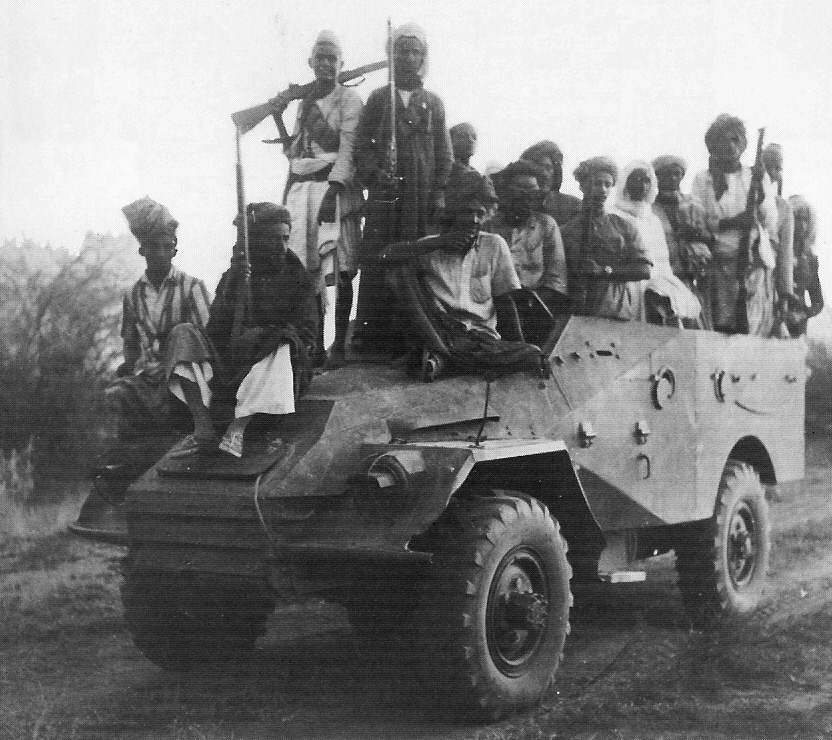
ملكيون في ناقلة بي تي أر-152 سوفيتية استولوا عليها قرب حرض.

وفي 15 أغسطس، قام المصريون بهجوم من قاعدتهم الشمالية الغربية الرئيسية في حرض. وكان عدد القوات يصل إلى 1,000 جندي مصري يصاحبهم 2,000 جندي جمهوري. وكانت الخطة - على حسب رواية المخابرات البريطانية - هي قطع الطريق الجبلي الذي يبلغ طوله 35 ميلاً الذي يربط بين الخوبة على الحدود السعودية ومقر قيادة البدر في جبال القارة، ثم بعد ذلك قسم القوات إلى قسمين، تتحرك واحدة إلى الشرق إلى مقر قيادة البدر والأخرى تتجه إلى الشمال الشرقي عبر الطريق الجبلي إلى الحدود السعودية تحت جبال رازح. وبدأ المصريون تحركهم في صباح يوم السبت عبر وديان حرض وتعشر. وفي عصر يومي السبت والأحد هطلت الأمطار بغزارة وغرست آلياتهم المكونة من 20 دبابة وحوالي 40 عربة مدرعة في الوحل. ولم يهاجمهم الملكيون حتى فجر الإثنين. وغادر البدر مقر قيادته في الثالثة فجراً مع 1,000 من رجاله للقيام بهجوم مضاد في مضيق تعشر، بينما هاجم الأمير عبد الله وادي حرض.
وفي هذه الأثناء، خطط المصريون لتحرك منسق من صعدة إلى الجنوب الغربي، تحت جبال رازح، للانضمام مع القوة القادمة من حرض. وقد اعتمدوا على شيخ قبيلة محلية الذي كان من المفروض أن تنضم قواته إلى 250 من قوات المظلات المصرية. ولكن الشيخ لم يحضر لاستقبال المظليين. فاضطروا إلى العودة إلى صعدة وقد خسروا بعضهم بنيران قناصة الملكيين. وبعث البدر بمبعوثين ورسائل لاسلكية في جميع أنحاء البلاد يطلب فيها الدعم. وطلب حضور قوات الاحتياط التي تتدرب في الجوف. وقد وصلت هذه القوات على شاحنات تحمل مدافع عيار 55 و 57 مليمتر ومدافع مورتر عيار 81 مليمتر بالإضافة إلى مدافع آلية ثقيلة بعد 48 ساعة. وقاموا بضرب الصفوف المصرية الغارقة في الوحل داخل الوادي بالمدافع. وقد أعلن الملكيون فيما بعد أنهم دمروا 10 دبابات مصرية وحوالي نصف عرباتهم المدرعة كما ادعوا أيضاً إسقاط قاذفة إليوشن. وقام الملكيون بهجومين آخرين أحدهما على جهينة وقتلوا العديد من ضباط الأركان. والثاني كان محاولة لقصف صنعاء من قمم أحد الجبال القريبة. وقد شارك في هذه العملية مع الملكيين خبراء بريطانيون ومرتزقة فرنسيون وبلجيكيون من كاتانغا. وقد قاموا بهجمات خاطفة أخرى من ضمنها غارات على الطائرات والدبابات المصرية في مطار صنعاء الجنوبي وهجوم بقذائف المورتر على أماكن معسكرات المصريين والجمهوريين في تعز.
وعلى الرغم من أن المصريين استطاعوا إخراج البدر من مقر قيادته إلى كهف في الجبال، إلا أنهم لم يستطيعوا إغلاق الطرق من الحدود السعودية. وقد أعلنوا انتصارهم في الحملة في الإذاعة والصحف ولكنهم اضطروا إلى الموافقة على هدنة في مؤتمر إركويت بالسودان في 2 نوفمبر.

### هجمات الملكيين

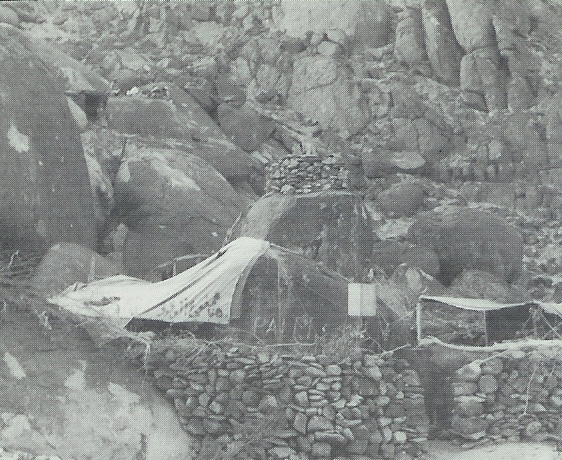
مخيم للملكيين في شمال شرق اليمن.

قام الملكيون بإجهاض أربع محاولات مصرية لفتح طريق مباشر إلى جبال رازح ما بين ديسمبر 1964 وفبراير 1965. وقد خفت حدة هذه المحاولات المصرية تدريجياً، وفقد المصريون 1,000 جندي ما بين قتيل وجريح وأسير. وفي هذه الأثناء كان الملكيون يحضرون للقيام بحملة.
وكان خط المواصلات المصري من صنعاء إلى مأرب يتخذ طريقاً غير مباشر حيث يمر بعمران ثم وادي الخيران حيث يتفرع إلى الشمال الشرقي إلى حرف سفيان. ومن حرف سفيان يتحول جنوباً إلى فرح ثم إلى الجنوب الشرقي إلى وادي الحميدات، المطمة، والحزم. ومن الحزم إلى الجنوب الشرقي إلى مأرب وحريب. وتمر القوافل العسكرية المصرية من هذا الطريق مرتين في الشهر. لأن الملكيين أغلقوا الطريق المباشر عبر الجبال بين صنعاء ومأرب.
وكان هدف الملكيين تحت قيادة الأمير محمد هو قطع هذا الخط لإجبارهم على الانسحاب. وخططوا للتغلب على الحاميات العسكرية المنتشرة على الطريق وإنشاء مواقع لقطع الطريق على المصريين. وقد نسقوا مع قبيلة نهم التي كانت تتظاهر بالتحالف مع المصريين لمساعدتهم على عبور طريق الجبال عير وادي الحميدات. ووعد الملكيون قبيلة نهم بإعطائهم الغنائم. وقد شعر المصريون بأنه يوجد لهم مخطط لأنهم قاموا بإرسال طائرة استطلاع إلى المنطقة قبل الهجوم بيوم. وقد قام الملكيون ينصب رشاشات عيار 75 مليمتر ومدافع مورتر على الجبل الأسود والجبل الأحمر المشرفين على الوادي.
وفي 15 أبريل، بعد أن عبرت آخر قافلة مصرية، قام الملكيون بهجوم مفاجئ. وكان عدد المتحاربين من الجانبين 2,000 لكل منهما. وقامت الرشاشات على الجبلين الأسود والأحمر بفتح النار، وخرج رجال قبيلة نهم من وراء الصخور. ثم خرجت جنود الأمير محمد. وكانت هذه العملية الملكية منسقة باللاسلكي لأول مرة. وقد استسلم بعض الجنود المصريين بلا مقاومة، وهرب آخرون إلى الشمال. ولكن قام الجانبان بإعادة التعبئة والتسليح وتحولت المعركة ما بين حرف سفيان والحزم.
وفي هذه الأثناء، قام الأمير عبد الله بن حسن بغارة على المواقع المصرية في الأعروش شمال شرق صنعاء، وهاجم الأمير محمد بن محسن المصريين بخمسمائة رجل غرب الحميدات، وضرب الأمير حسن بالقرب من صعدة وتحرك الأمير حسن بن الحسين من الجماعة غرب صعدة، إلى موقع يمكنه من ضرب المطارات المصرية بمدافع المورتر. واستسلم خمسون مصرياً في المطمة بالقرب من الحميدات. واضطر المصريون بعد ذلك إلى إمداد الحاميات في الطرق الجبلية التي كان عددها يتراوح بين 3,000 و 5,000 جندي مصري عن طريق الجو.

## القمة العربية بالإسكندرية ومؤتمرأركويت
وفي سبتمبر من سنة 1964، تقابل عبد الناصر والملك فيصل في مؤتمر القمة العربية بالإسكندرية. وكان لا يزال في اليمن 40,000 جندي مصري وقُتل 10,000 جندي آخر. وفي البيان الختامي للقمة تقرر الآتي:
- المساهمة في حل الخلافات بين مختلف الفصائل اليمنية.
- العمل سوياً لوقف القتال المسلح في اليمن.
- الوصول إلى حل بالطرق السلمية.

وفي 2 نوفمبر من نفس العام عُقد مؤتمر سري في أركويت بالسودان. وأعلن المتحاربون وقفاً لإطلاق النار يسري مفعوله الساعة الواحدة من ظهر يوم الإثنين 8 نوفمبر. وفي 2 و 3 نوفمبر، تناقش 9 مندوبون من الطرفين ومعهم ملاحظين مصري وسعودي حول شروط الاتفاق. وتم الاتفاق على عقد مؤتمر موسع يحضره شيوخ القبائل في 23 نوفمبر. وكان المؤتمر بالنسبة للملكيين نواة مجلس نواب سيقوم بتعيين لجنة تنفيذية مؤقتة تتكون من اثنين من كل طرف بالإضافة إلى شخص محايد، لحكم البلاد مؤقتاً تمهيداً لإجراء استفتاء عام لتحديد طبيعة نظام الحكم ملكي أم جمهوري. وتقرر تنحية السلال والبدر من أي مناصب رسمية.
ولكن المصريون قاموا بقصف بعض المواقع الملكية يوم 4 نوفمبر، فتأجل المؤتمر الموسع إلى يوم 30 نوفمبر ثم إلى أجل غير مسمى. وتبادل الجمهوريون والملكيون الاتهامات لعدم الحضور.

## التعثر
حاولت الإذاعة الملكية إثارة الشقاق بين الجمهوريين عن طريق وعدهم بالأمان بعد انسحاب القوات المصرية من اليمن. وقد وعد البدر أيضاً بتشكيل «نظام دستوري ديموقراطي» محكوم «بمجلس شعب ينتخبه شعب اليمن». وقد لبى عبد الناصر طلب عبد الله السلال عندما طلب منه الدعم العسكري فبعث له الجنود والسلاح على طائرة شحن من القاهرة.
وبحلول شهر أغسطس، كان لدى الجمهوريون سبعة «جيوش»، يتراوح عدد مقاتلي كل جيش ما بين 3,000 و 10,000 مقاتل، ويصل مجموعهم ما بين 40,000 إلى 70,000 مقاتل. وكان يوجد حوالي خمسة أو ستة أضعافهم من رجال القبائل والقوات النظامية تحت قيادة الأمير محمد. وفي بدايات شهر يونيو تحركوا إلى سيروه في شرق اليمن. وفي 14 يونيو، دخلوا القفلة واحتلوا مأرب في 16 يوليو. وطبقاً للإحصاءات المصرية، كانت خسائر مصر من القتلى تصل إلى 15,194 مصرياً. وكانت الحرب تكلف مصر 500,000 دولار يومياً. وخسر الملكيون 40,000 من القتلى.
وفي بداية شهر مايو، عزل السلال رئيس وزراءه الفريق حسن العمري وعين محمد أحمد نعمان بدلاً منه. وكان نعمان يُعتبر معتدلاً ويؤمن بجدوى الحل السلمي. وقد قدم استقالته من مجلس شورى الجمهورية في ديسمبر للاحتجاج على «فشل السلال في تحقيق تطلعات الشعب». وكان من أول قرارات نعمان هو ترشيح 15 شخصية لتولى الحقائب الوزارية التي حرص على أن يتوزعوا بالتساوي بين الزيديين والشافعيين.

## مؤتمر خمر، قمة جدة ومؤتمر حرض

### مؤتمر خمر
قام نعمان بدعوة القبائل من جميع الفصائل إلى المصالحة الوطنية. وقال في دعوته التي بثت على إذاعة صنعاء أنه سيقابلهم في خمر التي تبعد 50 ميلاً شمال صنعاء لتحقيق «السلام من أجل شعب اليمن». وقال أنه سيرأس وفد الجمهوريين في المؤتمر وأن السلال سيبقى في صنعاء لإقناع البدر بحضور المؤتمر.
ولكن لم يحضر البدر أو أي من قادته الكبار، ولكن حضر بعض من مشايخ القبائل الكبار المؤيدين للملكيين. وعيَّن المؤتمر خمسة شيوخ قبائل وأربعة قيادات دينية في لجنة مكلفة بالمساعدة على الوصول لحل سلمي. وبارك عبد الناصر هذا المؤتمر الذي وعد فيه نعمان الملكيين بانسحاب القوات المصرية. وقالت إذاعة القاهرة أن المؤتمر هو «فجر عهد جديد» وقال السلال أن المحادثات كانت «ناجحة»، ومن جانب الملكيين قال البدر «أنه من الضروري إنهاء الحرب التي دمرت وطننا الحبيب بالمفاوضات السلمية بين اليمنيين». ولكن في أوائل يونيو عندما قال نعمان أن القوات المصرية ستغادر اليمن وسيحل محلها قوات جمهورية ملكية مشتركة. عارض الناصريون الاتفاق. وبعد أن سافر نعمان للقاهرة للاحتجاج لدى عبد الناصر، قام السلال بسجن سبعة وزراء مدنيين في إدارة نعمان. واستقال نعمان وكان تعليقه على الأمر أن «من الواضح أن السلال ورفاقه يريدون الحرب لا السلام». وعين السلال حكومة جديدة من 13 عسكري ومدنيين.

### قمة جدة

الشيخ الأحمر يصافح بعضاً من مشايخ بكيل الذين حضروا مؤتمر حرض إلى جانب الوفد الملكي.

كانت رحلة عبد الناصر إلى جدة في 22 أغسطس عام 1965 على متن مركبه الحرية هي أول رحلة له للمملكة العربية السعودية منذ عام1956 عندما قام بزيارتها للحج ومقابلة الملك فيصل بن عبد العزيز آل سعود. وقد قام الملك فيصل بالترحيب به ترحيباً كبيراً. وفي خلال 48 ساعة توصل الاثنان إلى اتفاق كامل على الآتي:
- انسحاب القوات المصرية من اليمن تدريجياً خلال عشرة أشهر ووقف كل المساعدات السعودية للملكيين.
- تكوين مجلس يمني من 50 عضواً يمثلون جميع الفصائل اليمنية ويكون مكلفاً بتكوين حكومة انتقالية تمهيداً لاستفتاء عام لتحديد مستقبل اليمن.[74]

### مؤتمر حرض
وفي 23 نوفمبر، التقى الجانبان في حرض. وكانت أول نقطة موضع النقاش هي اسم الدولة المؤقتة التي من المفروض أن تقوم حتى موعد الاستفتاء العام. وأراد كل من الجانبين فرض الدولة التي يريد، فالملكيون أرادوها مملكة اليمن والجمهوريون جمهورية اليمن. وقد تم تأجيل المؤتمر إلى ما بعد رمضان الذي كان سيبدأ بعد أسبوع.

## اعتقال رئيس الوزراء اليمني في القاهرة

من معارك الدفاع عن الثورة والجمهورية 1967م

كان هناك الكثير من الخلافات والمشاحنات بين عبد الله السلال وبين القادة الجمهوريين الآخرين مثل عبد الرحمن الإرياني، حسن العمري، وأحمد محمد نعمان. فقرر جمال عبد الناصر احتجاز السلال في القاهرة لمدة تصل إلى عشرة أشهر أو أكثر. ولكن عبد الناصر سمح له بالعودة في شهر أغسطس من عام 1966. ووصل السلال إلى مطار صنعاء في 13 أغسطس. وكان حسن العمري ينوي استقباله في المطار بالمدرعات ولكن اللواء حسن طلعت قائد القوات المصرية منعه من ذلك. فسافر قادة الجمهوريون إلى تعز وهم مصممون على إيجاد طريقة لإبعاد السلال واقترح بعضهم الذهاب إلى بيروت وإعلان الأمر في مؤتمر صحفي ووصل التفكير ببعضهم إلى اقتراح تصعيد الأمر للأمم المتحدة. ولكن عبد الرحمن الإرياني اقترح عليهم الذهاب إلى القاهرة لمقابلة الرئيس جمال عبد الناصر لعرض المشكلة عليه وطلب أن يكون القرار اليمني قراراً مستقلاً بحكم السيادة بدون انتقاص أو تدخل من القوات المصرية، ووصلوا إلى القاهرة يوم 18 سبتمبر. وقابلوا شمس بدران بدلاً من المشير عبد الحكيم عامر. وحدثهم شمس بدران بأنه توجد معلومات عن التخطيط لانفصال على غرار الانفصال السوري. وحدثت مشادة وانصرف الجميع إلى بيوتهم أو إلى السفارة اليمنية. ثم جاءت سيارات إلى أماكن إقامتهم لتقلهم لمقابلة عبد الحكيم عامر - على حسب ما أخبروا به - ولكن في الحقيقة جاءت هذه السيارات لاعتقالهم وزجوا جميعاً في السجون المصرية وبقوا معتقلين في مصر إلى ما بعد حرب سنة 1967.
سبق أن احتجزت مصر نائب رئيس الجمهورية اليمنية، الدكتور علي البيضاني عام 1963 «ككبش فداء لعودة القوات المصرية لليمن خلال شهر واحد فقط من عودتها لمصر» وهذا كله ما صرح به الدكتور البيضاني لأحد البرامج الإخبارية.

## الوضع الاقتصادي في مصر
بحلول عام 1965، كان الدين الخارجي المصري قد بلغ 400 مليون جنيه مصري. وقد قام عبد الناصر بتلخيص الوضع الاقتصادي في الخطبة التي ألقاها بمناسبة عيد النصر في بورسعيد بتاريخ 21 ديسمبر من نفس العام. فصارح الشعب بأنه يحتاج إلى 3 مليارات جنيه مصري للصرف على الخطة الخمسية الجديدة 1965-1970 وبأنه قام برفع أسعار بعض السلع مثل السيارات، الثلاجات، التليفزيونات، وأجهزة تكييف الهواء وبعض الكماليات الأخرى. وزادت أسعار بعض الأدوية التكميلية مثل الفيتامينات بنسبة 10%. وقال أن رفع الأسعار يوفر 100 مليون جنيه سنوياً. كما اتخذ إجراءات لرفع معدل الإدخار تدريجياً من 15% عام 1965 إلى 25% بحلول عام 1970.
وقد حدث الكثير من التذمر والاعتراض في صفوف الشعب المصري من هذه الزيادات في الأسعار، ولامَ البعض السياسة الخارجية المصرية ومساندتها لحركات التحرر في العالم العربي وأفريقيا وكانت الحرب في اليمن لها النصيب الأكبر من هذه الاعتراضات لأنها كانت لا تزال تجري على الأرض. واستغلت الصحافة الغربية الوضع الاقتصادي للهجوم على عبد الناصر. ولكن المدافعون عن سياسة رفع الأسعار نفوا أن تكون السياسة الخارجية أو التدخل في اليمن له تأثير على الوضع الاقتصادي الداخلي وقد كتب محمد حسنين هيكل عام 1965 تعليقًا على خطاب الرئيس أن حرب اليمن لم تكلف مصر 200 مليون جنيه.
ولكن الوضع الاقتصادي كان قد وصل لمرحلة سيئة فعلاً بعد حرب سنة 1967. فقد تضاعف الإنفاق العسكري، وتم وقف العديد من المشاريع الصناعية الكبرى، ورفعت أسعار الكثير من السلع خصوصًا السلع التكميلية والسجائر وتذاكر دور المسرح والسينما. كما خسرت مصر الكثير جراء قرار إغلاق قناة السويس، بالإضافة إلى آبار النفط في سيناء.

## الانسحاب المصري من اليمن
بحلول عام 1967، تركزت القوات المصرية في مثلث الحديدة، تعز، وصنعاء للدفاع عنه. بينما قامت القوات الجوية بقصف مواقع في جنوب السعودية وشمال اليمن. وفي أغسطس، قام عبد الناصر باستدعاء 15,000 جندي لتعويض الجنود الذين فُقدوا في حرب ذلك العام مع إسرائيل.
وفي مؤتمر القمة العربية بالخرطوم الذي عُقد بعد الحرب، أعلنت مصر بأنها مستعدة لسحب قواتها من اليمن. واقترح وزير الخارجية المصري محمود رياض إعادة إحياء اتفاق جدة لعام 1965. وقبل الملك فيصل الاقتراح، ووعد البدر بإرسال قواته للقتال مع مصر ضد إسرائيل. ووقع عبد الناصر والملك فيصل اتفاقية تنص على سحب القوات المصرية من اليمن ووقف المساعدات السعودية للملكيين وإرسال مراقبين من ثلاث دول عربية محايدة هي العراق، السودان، والمغرب. ورفض السلال الاتفاق واتهم عبد الناصر بخيانته. وقامت مصر بإعادة ممتلكات سعودية بقيمة 100 مليون دولار كانت قد جمدتها سابقاً، وتراجعت السعودية عن تأميم ثلاثة مصارف مملوكة لمصريين.

## انحسار شعبية السلال
كانت شعبية السلال بين جنوده في انحسار، فبعد أن تعرض لمحاولة اغتيال بواسطة اثنين من جنوده، اتخذ حراسًا مصريين. كما أمر بالقبض على مدير الأمن العام عبد القادر الخطري ووزير الداخلية الأهنومي بعد أن قامت الشرطة بإطلاق النار على محتجين تظاهروا أمام مقر القيادة المصرية يوم 3 أكتوبر عام 1967 لرفضهم حضور اللجنة العربية المكلفة بتحقيق السلام في اليمن التي رفض السلال الاعتراف بها. كما قام بحل الحكومة وقام بتعيين واحدة جديدة يتولى ثلاثة عسكريون الوزارات المهمة فيها. وتولى بنفسه منصبي وزير الدفاع والخارجية. وفي مصر قام عبد الناصر بإطلاق سراح ثلاثة قادة جمهوريين احتجزهم لأكثر من سنة لأنهم كانوا يريدون التفاوض مع الملكيين، وهم القاضي عبد الرحمن الإرياني، أحمد محمد نعمان، وحسن العمري.
وعندما قام السلال بزيارة القاهرة أوائل نوفمبر 1967، نصحه عبد الناصر بالاستقالة والذهاب إلى المنفى. ورفض السلال نصيحة عبد الناصر وذهب إلى بغداد طالبًا الدعم من البعثيين. وبعد أن غادر القاهرة أرسل عبد الناصر إلى قواته تعليمات بعدم الوقوف أمام محاولة انقلاب كانت تجري ضد السلال. وهي المحاولة التي كللت بالنجاح في 5 نوفمبر.

## حصار صنعاء

جنود مؤيدون للجمهوريين شاركوا في معارك نقيل يسلح أثناء حصار صنعاء.

مثّل انسحاب القوات المصرية من اليمن بعد حرب سنة 1967 نقطة ضعف كبيرة في دفاعات وتماسك الجمهوريين. فقد أخذ المصريون معهم أسلحتهم الثقيلة. وانعكس اتجاه الجسر الجوي عائداً إلى القاهرة بدلاً من أن يمد صنعاء بالمؤن والسلاح.
كما أن حركة 5 نوفمبر والانقلاب على السلال أثناء زيارته لبغداد أضعف من موقف الجمهوريين وأثار شكوك الدول الداعمة للجمهوريين في قدرتهم على الصمود. وقد تشكلت بعد الإطاحة بالسلال حكومة كان بعض أفرادها خارج اليمن أو خرجوا منها بعد تعيينهم.
وعلى الجانب الآخر، كان الملكيون متفوقين عسكرياً من حيث العدة والعدد ويصاحبهم العديد من المرتزقة الأجانب. فقرروا محاصرة العاصمة صنعاء لحسم الموقف والقضاء على الجمهورية. ولكن الجمهوريين استعادوا تماسكهم وعينوا الفريق حسن العمري رئيساً للحكومة كما حافظ على موقعه كقائد للجيش. وقد دام الحصار سبعين يوماً شهد معارك عديدة داخل المدينة وعلى أطرافها. وقد أحدث الطيران العسكري والمدني الجمهوري فارقاً كبيراً في المعركة.
وقد ساندت الصين ومصر الجمهوريين عسكرياً واقتصادياً وبعثت سوريا بطيارين لقيادة الطائرات اليمنية المقاتلة التي كانت مكونة بالأساس من طائرات ميج-17. وأفادت بعض التقارير الغربية أن الاتحاد السوفيتي بعث بطيارين حربيين لمساندة الجمهوريين.
وقد أدى انتصار الجمهوريين في معركة الحصار إلى نتائج عديدة منها اعتراف المملكة العربية السعودية فيما بعد بالجمهورية اليمنية. واكتمال انسحاب القوات المصرية من اليمن عام 1971 وصاحب الانتصار أيضاً خروج بريطانيا من اتحاد الجنوب العربي في عام 1967.

## توابع الحرب
يشير المؤرخون العسكريون المصريون إلى حرب اليمن بأنها فيتنام مصر. وقد كتب المؤرخ الإسرائيلي ميخائيل أورين (بالعبرية: מיכאל אורן) أن «مغامرة» مصر العسكرية في اليمن كانت كارثة لدرجة أنه «يمكن مقارنتها بحرب فيتنام». وبحلول عام 1967، كان هناك 55,000 جندي مصري مرابط في اليمن، من ضمنهم الوحدات الأكثر خبرة وتدريبًا وتجهيزًا في كل القوات المسلحة المصرية. وبالرغم من قتالهم العنيد ضد الفصائل الملكية، إلا أن غيابهم عن أرض الوطن خلف فجوة في الدفاعات المصرية. وقد أثر ذلك كثيرًا على مصر خلال حرب يونيو 1967.
وبمقارنة الأداء المصري في هذه الحرب مع بقية الحروب التي خاضتها، فإن المصريين أظهروا مستوًى عاليًا من المبادرة والابتكار العسكري. وعلى سبيل المثال، قام المصريون بتعديل طائرات التدريب والناقلات السوفيتية للعمل كطائرات تمشيط وقاذفات. وقاموا بتطوير تكتيكاتهم ولكنها تعثرت في حرب عصابات الفصائل الملكية. وقد أدرك مخططو الحرب المصريون بعد هذه الحرب أن مضيق باب المندب يعطي عمقًا إستراتيجيًا كبيرًا يمكنهم من منع وصول إمدادات النفط لإسرائيل، وهو ما حدث في حرب أكتوبر عام 1973.

## تسلسل تاريخي
| التاريخ     | العام       | الحدث |
| ----------- | ----------- | --- |
| 30 أكتوبر   | 1918        | استقلال شمال اليمن من الدولة العثمانية وتأسيس الإمام يحيى حميد الدين للمملكة المتوكلية اليمنية. |
| 17 فبراير   | 1948        | قيام ثورة الدستور واغتيال الإمام يحيى حميد الدين، وتولي نجله أحمد الحكم وقمع الثورة وإعدام قادتها. |
| 28 مارس     | 1955        | قيام انقلاب 1955 بقيادة المقدم أحمد الثلايا ضد الإمام أحمد ومحاصرة قصره في تعز، والقبائل تهاجم المدينة وفشل الانقلاب وإعدام الثلايا وضباط الانقلاب.                                                           |
| يوليو       | 1959        | قيام تمرد 1959 من عدد من مشائخ حاشد وقادة من الجيش ضد الإمام أحمد الذي كان يعالج في إيطاليا، بدعم من نجله البدر، ولكن فشل التمرد بعد أن عاد الإمام أحمد من رحلته وألقى خطاب في الحديدة هدد فيه قادة الانقلاب. |
| 6 مارس      | 1961        | محاولة اغتيال الإمام أحمد في مستشفى الحديدة يقوم بها الضباط الأحرار «العلفي - اللقية - الهندوانة». |
| 19 سبتمبر   | 1962        | وفاة الإمام أحمد بن يحيى متاثرا بجراحه التي أصيب بها في محاولة اغتيال 1961، وتولى ابنه محمد البدر الحكم. |
| 26 سبتمبر   | 1962        | تفجير ثورة 26 سبتمبر على أيدي الضباط الأحرار ضد الحكم الملكي وقيام الجمهورية العربية اليمنية برئاسة عبد الله السلال.                                                                                          |
| 1962 - 1970 | 1962 - 1970 | اشتعال حرب أهلية بين الجمهوريين الذين تساندهم مصر والملكيين الذين تساندهم السعودية. |
| 5 نوفمبر    | 1967        | انقلاب ضد المشير عبد الله السلال اثناء زيارته للعراق، وتشكيل مجلس رئاسي من ثلاثة أمناء، برئاسة القاضي عبد الرحمن الإرياني.                                                                                    |
| 26 سبتمبر   | 1972        | اشتباكات حدودية في حرب 1972 اليمنية بين الجمهورية العربية اليمنية وجمهورية اليمن الديمقراطية الشعبية، والتوصل إلى اتفاق القاهرة 1972 لوقف إطلاق النار بوساطة الجامعة العربية.                                 |
| 13 يونيو    | 1974        | إنقلاب أبيض على القاضي الارياني وتولي السلطة مجلس عسكري مكون من سبعة عقداء برئاسة المقدم إبراهيم الحمدي. |
| 11 أكتوبر   | 1977        | اغتيال إبراهيم الحمدي، وتولى أحمد حسين الغشمي السلطة لأقل من عام. |
| 24 يونيو    | 1978        | اغتيال أحمد حسين الغشمي بحقيبة مفخخة وتولى عبد الكريم العرشي رئاسة الجمهورية. |
| 18 يوليو    | 1978        | تنحي عبد الكريم العرشي عن الرئاسة وتولي علي عبد الله صالح السلطة. |
| مارس        | 1979        | تجدد القتال في حرب 1979 اليمنية بين شمال اليمن وجنوبه. |
| 22 مايو     | 1990        | توقيع اتفاقية الوحدة بين الجمهورية العربية اليمنية وجمهورية اليمن الديمقراطية الشعبية وقيام الجمهورية اليمنية.                                                                                                |